# Compagnie des mines d'Auchy-au-Bois
La Compagnie des mines d'Auchy-au-Bois est une compagnie minière qui a exploité la houille à Lières, Auchy-au-Bois et Ames à l'extrême ouest du bassin minier du Nord-Pas-de-Calais.
Elle ouvre sa première fosse dite no 1 en 1856, après avoir effectué plusieurs sondages, et commence à produire en 1859. La fosse no 2 est commencée en 1862, mais, dès son ouverture, la production n'augmente pas beaucoup. Le 7 juin 1873, un coup de grisou entraîne la mort de sept personnes et l'inondation du puits no 2, ainsi que de ses travaux. Un puits no 3 est commencé en juin 1874 et commence à produire en 1877. L'année précédente, une fosse no 4 avait été tentée, mais le puits fut abandonné à la profondeur de 37 mètres en raison de la crise industrielle.
Le gisement est mauvais, et la faible production ne permet pas à la Compagnie de rembourser ses dettes. Le puits no 1 est arrêté en 1881, le puits no 2 quatre ans plus tard. Le puits no 3 est alors le seul à assurer l'extraction, mais la Compagnie est liquidée en 1886. Le gisement de la concession d'Auchy-au-Bois est alors repris par la Compagnie des mines de Lières, qui fait faillite en 1894, puis par la Compagnie des mines de Ligny-les-Aire qui reprend aussi l'extraction sur la concession de Fléchinelle. Elle creuse alors quatre nouveaux puits (nos 1 bis, 2, 2 bis et 3) puis reprend l'ancienne fosse no 2 en 1927 afin d'assurer l'aérage de son nouveau puits no 3. Elle est nationalisée en 1946 et intègre le Groupe d'Auchel. Mais le gisement est pauvre et accidenté, et l'extraction est arrêtée en 1950 sur la concession d'Auchy-au-Bois.

## Historique
Le bassin minier du Nord-Pas-de-Calais a pendant longtemps été exploité uniquement dans sa partie orientale, située dans le département du Nord, à l'exception du Boulonnais où le charbon est grappillé dans de petites exploitations. Pendant longtemps, la Compagnie des mines d'Anzin a été l'une des rares compagnies à exploiter avec succès la houille. Des recherches ont cependant eu lieu régulièrement dans le but de découvrir le prolongement du bassin. Ainsi, la Compagnie Wuillaume-Turner a été la première à installer ses recherches dans le Pas-de-Calais vers 1763 - 1765,. Malheureusement, ses puits ont été implantés beaucoup trop au sud de la formation houillère, sur la même longitude que les mines d'Anzin.
D'autres compagnies, comme celles d'Hasnon, de Vicoigne, d'Aniche et d'Azincourt, exploitent vers 1840 des terrains situés plus au nord et plus à l'ouest de la concession d'Anzin. En 1846, M. Soyez découvre la houille au-delà de la concession d'Aniche et ouvre l'année suivante une fosse à Roost-Warendin et fonde ainsi la Compagnie des mines de l'Escarpelle. Il y a confirmation que le bassin minier continue vers le Pas-de-Calais. En 1841, Mme De Clercq effectue un sondage à Oignies qui met en évidence la présence de houille. Il s'ensuit la création de la Compagnie des mines de Dourges.
Dès lors, les recherches s'intensifient et la partie majeure des compagnies du Pas-de-Calais se forme entre 1850 et 1860. La Société A. Faure et Compagnie installe ses recherches à l'extrême ouest du bassin du Pas-de-Calais, à proximité de la Société de recherches de Lillers, future Compagnie des mines de Ferfay, créée le 8 juin 1852. Celle-ci devance la Compagnie d'Auchy-au-Bois en ouvrant dès 1853 une fosse no 1 à Auchel, trois ans avant que la Compagnie d'Auchy-au-Bois n'ouvre sa première fosse. La Compagnie des mines de la Lys-Supérieure ouvre une fosse à la fin de l'année 1855, à l'ouest de la concession demandée par la Compagnie d'Auchy-au-Bois.

### Premières recherches de la Société Faure
Une Société se forme vers la fin de mai 1852, sous la raison sociale A. Faure et Cie, pour exécuter des recherches de houille à l'ouest et au-delà des nombreuses entreprises qui fouillent alors les environs de Béthune.
Elle se compose notamment d'ingénieurs et de capitalistes de Paris, avec à sa tête Messieurs Martin-Lavallée, directeur de l'école centrale, Faure, ingénieur civil, et Gardeur-Lebrun, directeur de l'école des arts et métiers de Châlons. Elle installe, en juillet 1852, un premier sondage à Norrent-Fontes, no 94, qui rencontre le calcaire carbonifère à 171,45 mètres ; puis un second, no 95, à Radometz, près Thérouanne, qui a dû être abandonné à la profondeur de 156 mètres, après avoir traversé 130 mètres de morts-terrains et 26 mètres de graviers, cailloux et sables divers. Un peu plus tard elle exécute un troisième sondage à Saint-Hilaire-Cottes, no 96, près d'Auchy-au-Bois qui rencontre à 128 mètres le terrain dévonien, dans lequel il pénètre jusqu'à 165 mètres ; puis un quatrième à Rely, no 97, qui rencontre le calcaire carbonifère à 148 mètres. La Société Faure n'a pas de succès dans ses recherches. Elle a alors pour concurrent le sieur Podevin qui a trouvé la houille dans deux de ses sondages ; le premier exécuté en 1852 à la Tirremande, no 77 ; le deuxième exécuté en 1853, no 78, à Saint-Hilaire-Cottes, près d'Auchy-au-Bois. La Société Faure a acquis du sieur Podevin ces deux sondages, et formule le 16 novembre 1853, une demande en concession, qui est mise aux affiches le 1er avril 1854. L'appareil de sonde de la Tirremande est transporté à Bellery, no 98, près d'Ames, où l'on atteint le terrain houiller à 129,45 mètres, puis huit veines de houille dont la puissance varie de 30 centimètres à 1,80 mètre.

### Constitution de la Société d'exploitation
Messieurs Faure et consorts, confiants dans le succès de leur demande en concession, songent à transformer leur Société de recherches en Société d'exploitation. Cette transformation s'effectue par acte reçu par Maître Turquet, notaire à Paris, en date du 28 avril 1855.
Voici l'analyse des statuts de cette Société, qui porte la dénomination de Compagnie des mines d'Auchy-au-Bois. La Société commence le 1er mars 1855. Elle durera jusqu'à ce que les actionnaires aient décidé de la dissoudre. Messieurs Lavallée, Lebrun et Faure apportent à la Société leurs travaux d'exploration comprenant six sondages, leurs droits d'invention et autres à l'obtention de la concession, et les dépenses faites par eux. Le capital social est fixé à 2 000 000 francs, représenté par 407 000 francs l'apport des fondateurs et 1 593 000 francs l'apport des souscripteurs d'actions, divisé en 4 000 actions de 500 francs. 814 actions, libérées de tous versements, sont attribuées aux fondateurs en représentation de leurs apports, 1 186 actions sont émises dès à présent et 2 000 actions pourront être émises ultérieurement.
Les titres sont nominatifs, mais peuvent être convertis en actions au porteur sur le désir de leur propriétaire. Il sera versé 125 francs par action en souscrivant, et le surplus sera versé sur appels du conseil d'administration. Le conseil d'administration est composé de cinq membres ; il est chargé de la gestion de toutes les affaires et de tous les intérêts sociaux. Les administrateurs doivent posséder, chacun, au moins vingt actions nominatives. Ils sont nommés à vie. En cas de décès ou de démission de l'un d'eux, les membres restants pourvoient à son remplacement. La présence de trois membres est nécessaire pour la validité des délibérations. Le Conseil choisit un directeur ; il peut le révoquer à la majorité de quatre voix. Il pourra employer en achat d'actions de la Société la partie du fonds de réserve qui dépasserait 200 000 francs, émettre de nouveau les actions rachetées ou emprunter sur dépôt de ces actions.
Il pourra faire tous emprunts au nom de la Société. Sont nommés administrateurs Messieurs Martin-Lavallée, Gardeur Le Brun, Faure, Rhoné, Pereire (Eugène). Les administrateurs recevront par chaque séance du Conseil un jeton de présence de vingt francs et le remboursement de leurs frais de voyage. L'assemblée générale se réunit le premier lundi d'octobre de chaque année. Elle se compose de tous les propriétaires d'au moins cinq actions. Elle nomme trois délégués actionnaires qui constituent un comité de surveillance. Elle entend les rapports du Conseil d'administration et du Comité de surveillance sur les comptes annuels. Elle délibère sur les modifications proposées par le Conseil aux statuts. Les écritures sont arrêtées le 31 juillet de chaque année. L'administration fixera le chiffre des dividendes. Il sera créé un fonds de réserve qui ne pourra excéder 300 000 francs. et qui sera formé par une retenue d'un quart des bénéfices, après la répartition de 5 % aux actionnaires.

### Concession

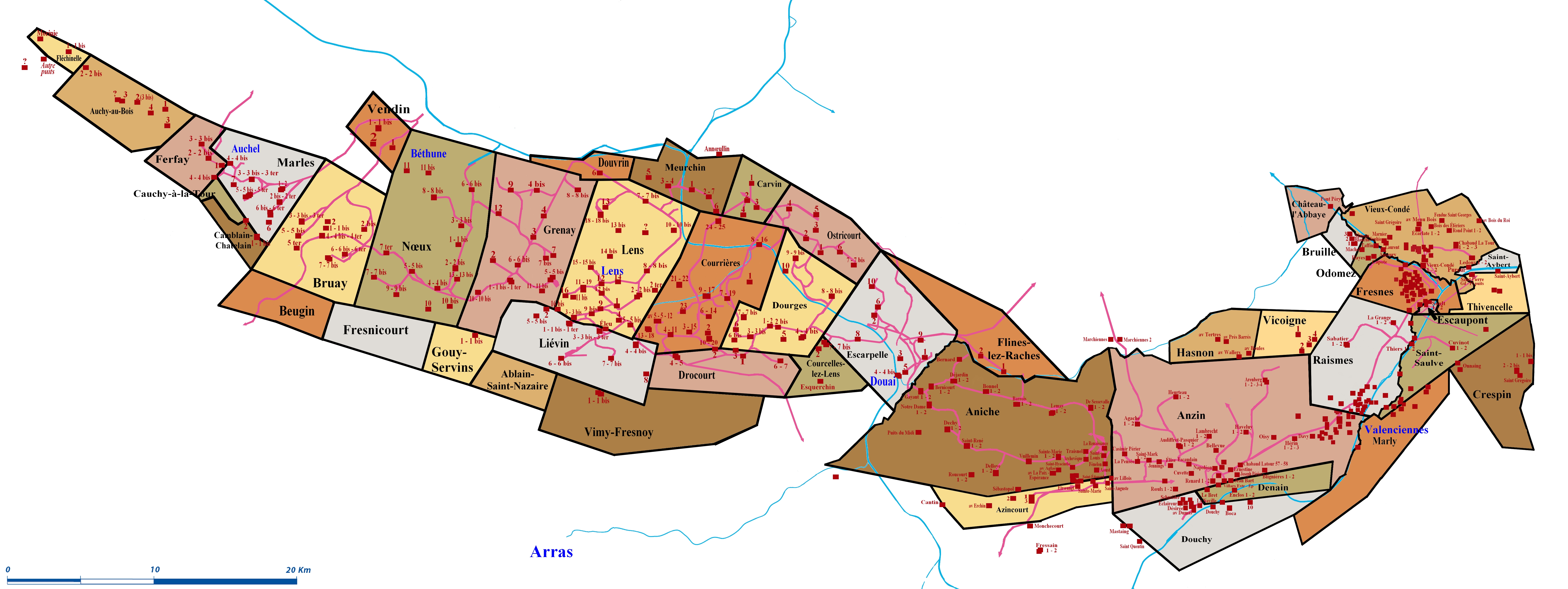
La concession d'Auchy-au-Bois se trouve à l'extrême ouest du bassin minier hors Boulonnais.

Une demande en concession de la Société Faure est déposée le 16 novembre 1853. Elle est frappée d'opposition par la Compagnie de la Lys qui lui dispute le terrain demandé. Enfin, après deux années d'attente, paraissent les décrets du 29 décembre 1855 qui instituent les quatre concessions de Bruay, Marles, Ferfay et Auchy-au-Bois. La concession d'Auchy-au-Bois s'étend sur les communes de Liettres, Rely, Saint-Hilaire, Lières, Lespesses, Ames, Auchy-au-Bois, Enquin et Estrée-Blanche, dans les arrondissements de Béthune et de Saint-Omer.
Cette dernière, accordée à Messieurs Martin-Lavallée, Gardeur-Lebrun et Faure réunis en Société, comprend une superficie de 1 316 hectares. Un deuxième décret du 23 avril 1863, motivé par l'exécution en 1860 de cinq nouveaux sondages vient augmenter cette superficie de 47 hectares, ce qui porte la superficie totale à 1 363 hectares ; la concession est alors très précisément délimitée,. Enfin, un troisième décret, en date du 11 avril 1878, rendu après la constatation des découvertes faites à la fosse no 3, est venu plus que doubler la concession primitive en y ajoutant une extension de 1 568 hectares. Cette extension est venue ajouter de nouveaux terrains au sud de la concession. La superficie de la concession actuelle est de 2 931 hectares.

### Travaux
La Société d'exploitation constituée, la concession obtenue, on ouvre en avril 1856, une première fosse à Lières, no 1. Elle atteint le terrain houiller à 141 mètres et le calcaire carbonifère à 201 mètres. La formation houillère ne présente donc, à la traversée du puits, qu'une faible épaisseur de 60 mètres.

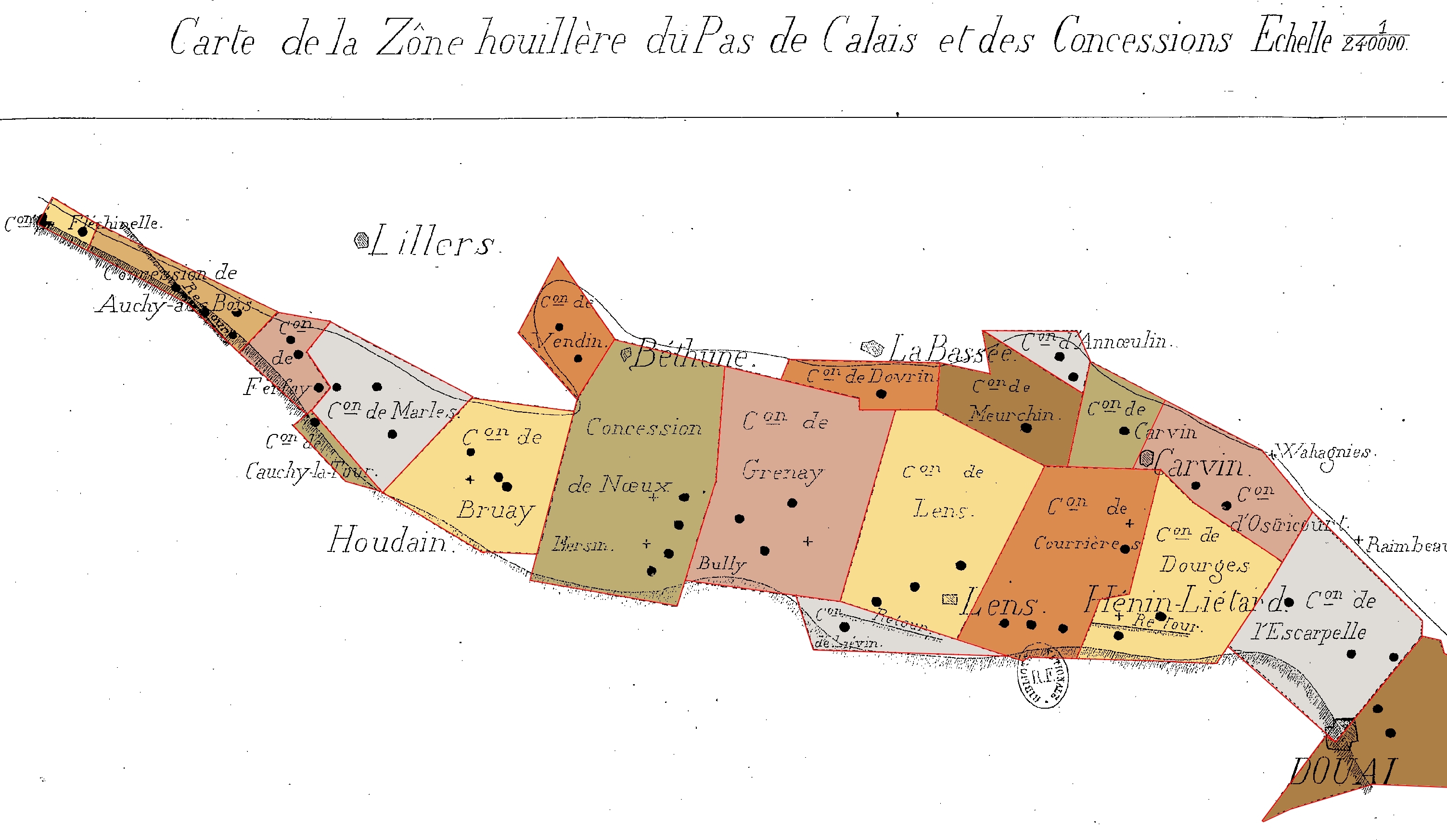
Alors que la Compagnie d'Auchy-au-Bois exploite son gisement, tout le bassin minier n'est pas encore concédé, et les concessions sont encore partiellement inexploitées. D'autres enfin n'ont pas encore leur superficie maximale.

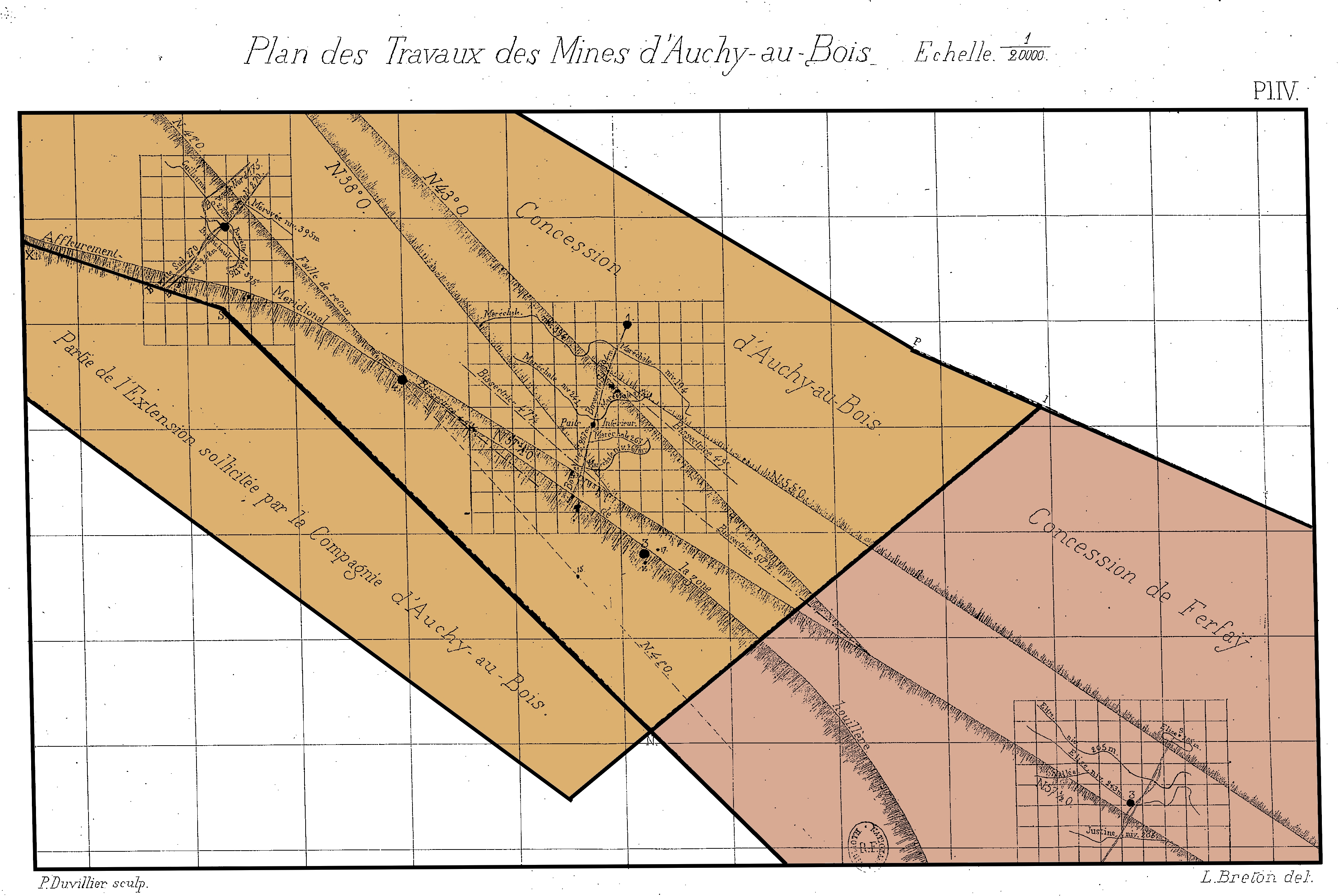
Plan des travaux vers 1877.

L'exploitation de cette fosse est nulle au nord, et au midi, elle porte presque exclusivement dans la seule veine Maréchale de 1,10 mètre d'épaisseur. Cette veine est assez vite dépouillée au niveau de 194 mètres et on a dû recourir en 1867, pour prolonger l'extraction, à un puits intérieur, creusé à 488 mètres du puits principal, desservi d'abord par une machine à l'intérieur, et plus tard en 1870, par une machine à l'extérieur, avec transmission par câble en aloès d'abord et puis par un câble en fil de fer ; un télégraphe électrique assure la régularité des mouvements. Dans de pareilles conditions la fosse no 1 est peu productive, pour ne pas dire onéreuse ; seulement elle permet d'explorer transversalement la concession et de faire reconnaître que les gisements houillers s'étendent au-delà de sa limite sud et de déterminer l'emplacement d'un puits qui a été ouvert plus tard sous la désignation de no 3. Pendant l'année 1860, la Société exécute une série de cinq sondages au sud de sa concession pour disputer un lambeau de la zone houillère aux Sociétés Calonne, La Modeste de Westrehem et l'Éclaireur du Pas-de-Calais. Dans d'autres concessions aussi, la fosse no 1 a été placée avec des données incertaines, mais la zone houillère étant plus large, le risque d'erreur est plus faible ; ces fosses servent alors le plus souvent à étudier le gisement par des travaux souterrains, pour placer les fosses suivantes avec plus de certitude de réussite. Ainsi, la fosse no 1 d'Auchy-au-Bois, placée trop au nord, n'a pas d'autre avenir que de devenir une fosse d'études. Les exploitants ont alors ouvert deux accrochages vers le sud, au niveau de 159 et 194 mètres, et en dirigeant deux galeries à travers banc, de manière à traverser le massif houiller dans toute son épaisseur. Un nouveau puits aurait dû être créé pour prendre les veines en pied, mais les dirigeants ont eu d'autres idées : ils conservent la fosse no 1 comme fosse d'aérage et de secours.
Enfin en 1862, la Compagnie ouvre une deuxième fosse, les considérations sont alors différentes. Celle-ci est ouverte dans une partie de la concession qui n'a pas encore été explorée, il a fallu creuser des bowettes par tâtonnement, si bien qu'il a fallu du temps pour commencer à se diriger vers le nord ; le sud a à peine été exploré. Le terrain houiller est rencontré à 145 mètres. Située à 1 800 mètres à l'ouest de la fosse no 1, elle ne rencontre jusqu'à la profondeur de 215 mètres que des veines accidentées et dont l'exploitation est improductive. On se décide en 1867 à l'approfondir jusqu'à 431 mètres et on ouvre deux accrochages à 395 et 420 mètres, laissant 180 mètres de hauteur du puits inexploité,. Les mêmes veines ont été recoupées au niveau de 420 mètres. Les galeries à travers bancs de ces étages rencontrent au sud de belles veines, assez régulières. Celles du nord atteignent le calcaire à 200 mètres du puits.
La fosse no 2 allait enfin donner des résultats, lorsque le 7 juin 1873, pendant que l'exhaussement du cuvelage par suite du relèvement du niveau des eaux qui se produit cette année dans tout le bassin, une explosion de grisou a lieu. Un tel niveau d'eau ne s'était jamais produit de mémoire d'homme dans le bassin minier. Le sous-ingénieur, deux surveillants et quatre ouvriers occupés à ce travail périssent dans cet accident ; le guidage intérieur et la cloison d'aérage du goyau furent détruits, et les eaux envahissent les travaux, car les pièces de cuvelage nouvellement installées ont bougé. Les exploitations des niveaux inférieurs sont complètement inondées, recouvrant ainsi les débris et les cadavres. La réparation des dégâts est longue et difficile. On en vient à bout, et on ouvre de nouveaux accrochages à 270 mètres, 312 mètres et 354 mètres, intermédiaires entre ceux de 215 et 395 mètres, et l'exploitation de la fosse no 2 est reprise en 1875.
Mais jusqu'ici elle n'avait donnée que de faibles résultats, et en 1878, les travers-bancs nord et sud viennent lutter contre le calcaire carbonifère sans découvertes bien sérieuses. L'accident arrivé à la fosse no 2, cause un grand émoi parmi les actionnaires et le conseil d'administration convoque une assemblée générale extraordinaire qui se tient le 11 août 1873, et dans laquelle il a été résolu de presser l'ouverture d'un troisième puits, déjà décidé en principe. Ce puits a pour but d'exploiter particulièrement la richesse houillère reconnue par le puits intérieur de la fosse no 1. Il doit rencontrer, au niveau de 270 mètres, une première exploitation explorée et préparée déjà par une galerie se reliant au puits intérieur.
Trois sondages sont exécutés en 1873 en vue de déterminer l'emplacement de ce puits, concurremment avec les explorations de la fosse no 1 vers le sud. Le puits no 3 est ouvert en 1874 à 1 100 mètres au sud du no 1. Il rencontre le calcaire carbonifère à 146,44 mètres, et le terrain houiller à 155,44 mètres.
Ce puits est, vers 1880, approfondi à 325,27 mètres, et traverse plusieurs belles couches de houille, dont l'une extraordinaire, la Présidente, de 3,60 mètres d'épaisseur. C'est dans cette couche qu'est établie une communication avec la fosse no 1. En avril 1878, on explore la grande veine Présidente sur 367 mètres, dont la moitié cependant est en serrage. Cette veine, découverte par la bowette sud du niveau de 196 mètres de la fosse no 1, se présente d'abord avec une épaisseur de quatre mètres et est suivi sur une certaine longueur avec cette épaisseur. Plus tard, on y rencontre des serrages successifs entre lesquels la veine reparait, mais avec une épaisseur variable de 1,50, 1,75, deux et trois mètres. En 1878, un incendie se déclare dans les remblais de la grande couche Présidente. Il a fallu barrer le foyer de l'incendie et par la suite suspendre momentanément les travaux dans cette couche. Les explorations faites dans ces derniers temps ont aussi fait reconnaître que les terrains de la fosse no 3 sont accidentés. Quatre accrochages ont été ouverts à 185, 227, 270 et 312 mètres. Le puits no 3, malgré l'irrégularité des terrains, s'annonce cependant comme possédant de grandes richesses et devant fournir une exploitation fructueuse. Il a coûté au fonçage proprement dit 644 942,04 francs et avec les installations 874 484,36 francs, dont 44 482,44 francs pour les immeubles, 78 582,86 francs pour les bâtiments de la fosse, 644 942,04 francs pour les fonçages et les sondages, 9 156,21 francs pour le bâtiment des ateliers, 90 625,85 francs pour le matériel d'extraction et 6 694,96 francs pour le matériel du fond.
Une quatrième fosse a été ouverte en 1876 entre les fosses no 1 et 2, dans la même position, au sud que la fosse no 3. Elle est arrêtée à 37 mètres à cause de la crise industrielle et n'a jamais été reprise.

### Chemins de fer
Un décret du 26 juin 1857 a concédé à la Compagnie des chemins de fer du Nord le chemin de fer dit des houillères du Pas-de-Calais qui, partant d'Arras pour aboutir à Hazebrouck, traverse toutes les concessions de mines nouvellement instituées dans le nouveau bassin. Il s'agit de la ligne Arras - Dunkerque-Locale.
La Compagnie d'Auchy-au-Bois demande, dès l'année 1859, à raccorder sa fosse no 1 à cette nouvelle ligne vers Lillers, par un embranchement de huit kilomètres environ. Un décret du 25 avril 1860, autorise l'exécution de cet embranchement. Les terrains ont été achetés par la Compagnie d'Auchy qui traite avec la Compagnie du Nord pour la construction du chemin. Les dépenses faites par cette dernière doivent lui être remboursées en dix annuités égales, intérêts à 5 % compris. L'annuité est de 42 629 francs. Plus tard, le chemin de fer est prolongé jusqu'au canal d'Aire, où un bassin d'embarquement a été établi à Isbergues, en commun avec la Compagnie de Ferfay, puis à la fosse no 2 et enfin jusqu'à la fosse no 3. Le développement des voies est de 9 200 mètres.
La dépense d'établissement de ces différents embranchements a pesé lourdement sur la situation financière de la Compagnie d'Auchy-au-Bois et le payement des annuités de la Compagnie du Nord, joint aux frais de leur exploitation, a absorbé tous les bénéfices de la faible production des fosses. La Compagnie possède deux locomotives pour la traction sur ses embranchements. Au 31 décembre 1878, il a été dépensé pour établissement de chemins de fer : 661 146,79 francs pour le raccordement à Lillers, 39 332 francs pour celui à la gare d'eau d'Isbergues et 42 661,29 francs pour celui à la fosse no 3, soit 743 140,08 francs, à cela s'ajoutent les 111 623,10 francs pour le matériel du chemin de fer, soit un total de 854 763,18 francs.

### Maisons
Au 30 avril 1877, la Compagnie a bâti 170 maisons, dont la construction lui a coûté 401 170,64 francs, soit 2 360 francs l'une. À raison de 1,7 ouvrier par maison, elle fournit le logement à la presque totalité de son personnel.

### Liquidation
Vers 1880, la Compagnie des mines d'Auchy-au-Bois installe un lavoir et vingt fours à coke, mais elle n'est pas sûre de pouvoir extraire le charbon dont elle a besoin. Elle est liquidée en 1886. Des actionnaires s'en rendent acquéreurs, et créent la Compagnie des mines de Lières, qui entre en faillite en 1894. La Compagnie des mines de Ligny-les-Aire reprend à son tour l'exploitation de la concession. Elle est nationalisée en 1946 et intégrée au Groupe d'Auchel.

## Gisement

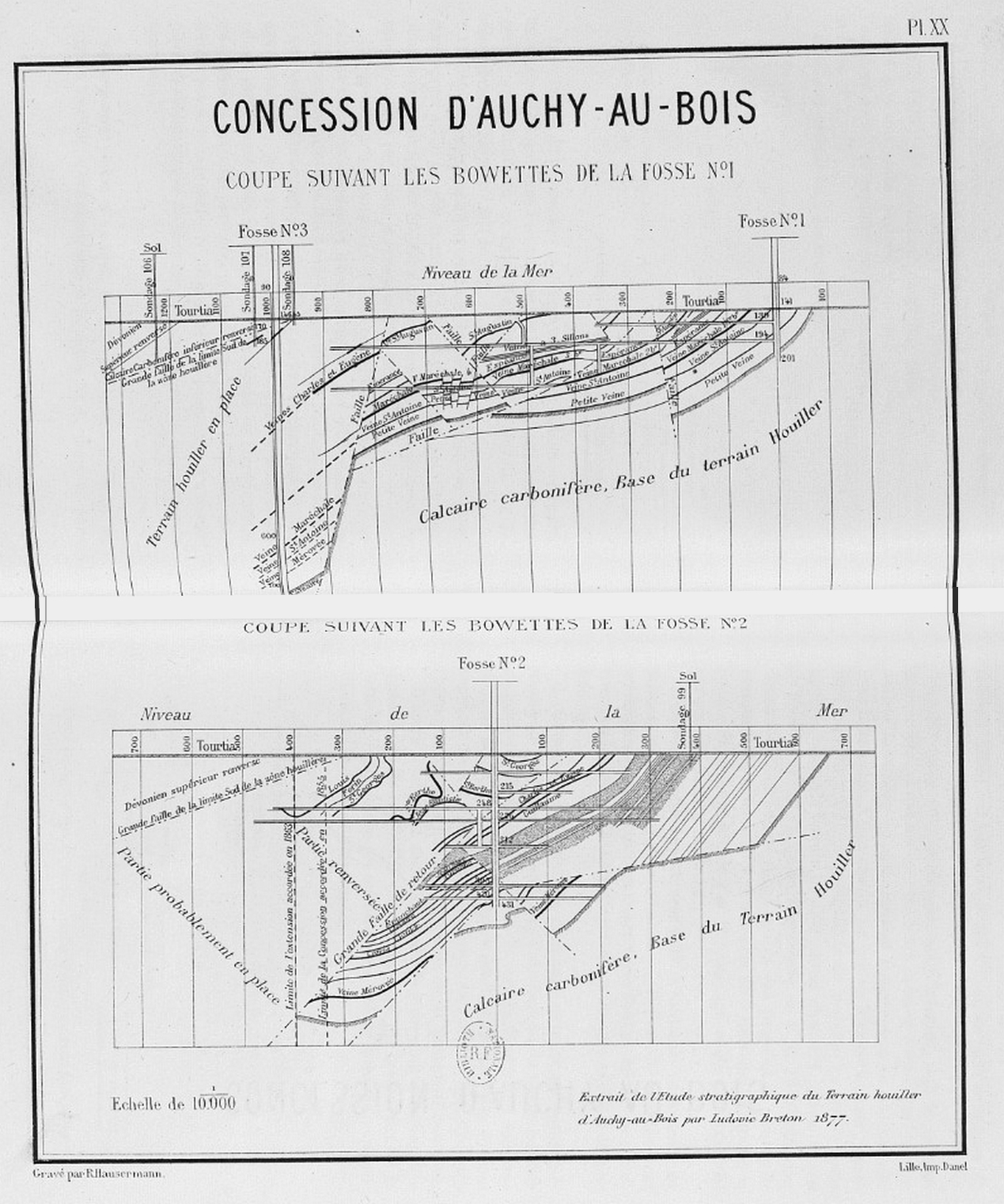
Coupes transversales aux puits nos 1 et 2.

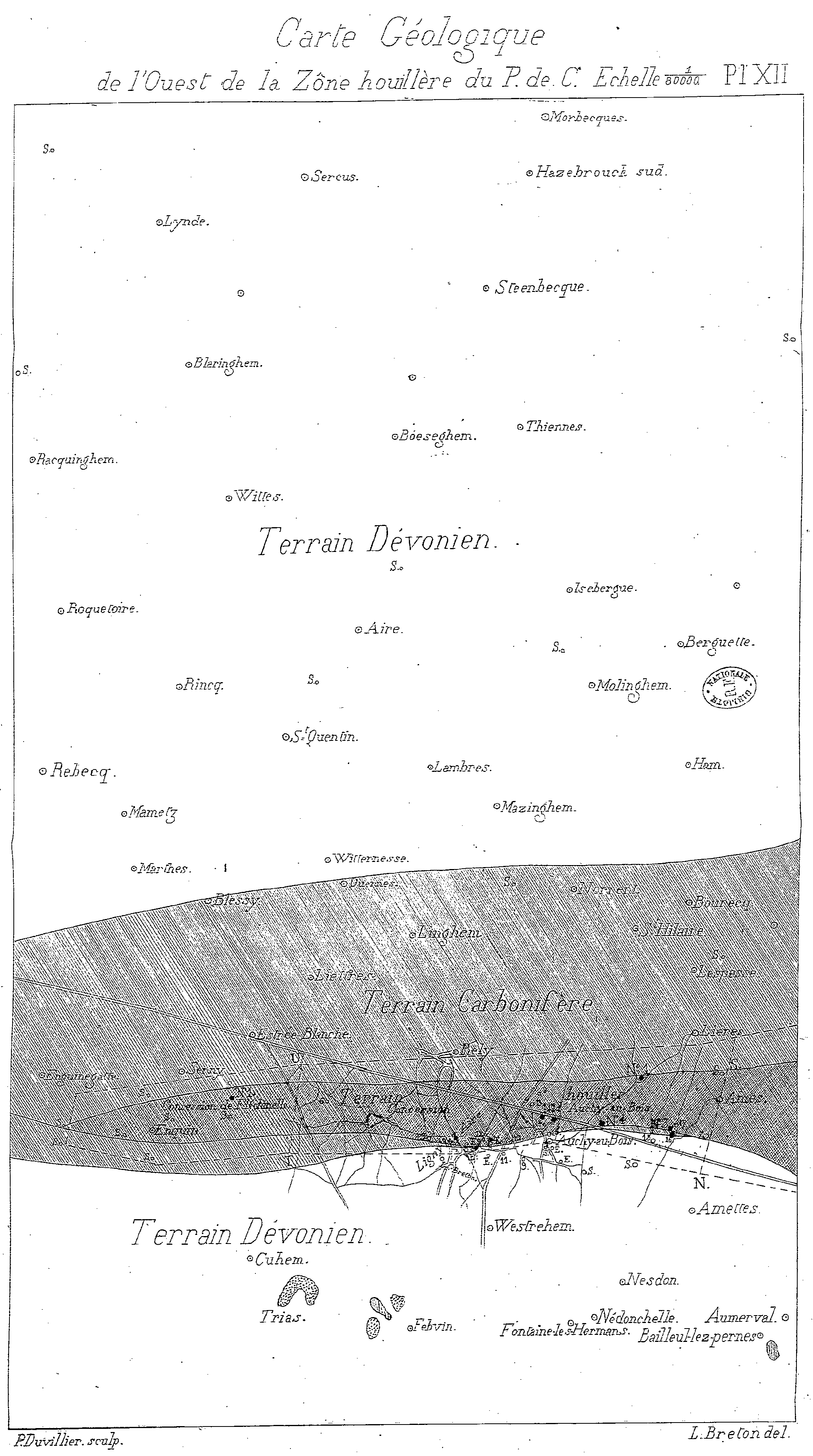
Carte géologique de l'ouest de la zone houillère du Pas-de-Calais.

Le calcaire inférieur, base du terrain houiller, a été rencontré à la fosse no 1, dans le puits même à 201 mètres, et à la fosse no 2 à 205 mètres du puits au niveau de 395 mètres.
La première couche formée immédiatement sur le calcaire carbonifère, et qui n'a que quelques mètres d'épaisseur, est un schiste fossilifère en stratification rigoureusement concordante avec le calcaire. Vient ensuite un schiste homogène, noir, à pate fine, piqué de points et quelquefois de nodules de pyrite, puis après le véritable terrain houiller, avec plusieurs petites veines de houille, et enfin la veine Maréchale de 1,10 mètre d'épaisseur, donnant du charbon de forge, qui a été jusqu'ici la principale ressource de la fosse no 1. Au-dessus de cette veine se trouve la couche Saint-Augustin de 1,60 mètre, mais qui a été peu exploitée par suite de son état failleux. D'autres couches supérieures à la précédente, et formant un faisceau distinct, ont été reconnues par la fosse no 2. Elles sont au nombre de dix dont l'épaisseur varie de quarante centimètres à un mètre, mais très accidentées. Elle fournissent de la houille sèche à longue flamme.
L'ouvrage de M. Breton, dont sont extraits les renseignements qui précèdent, montre que l'axe de fond du bassin houiller inclinait vers l'est, lors du dépôt du terrain houiller et explique de cette manière comment le gisement d'Auchy-au-Bois, quoique reposant directement sur le calcaire carbonifère, ne renferme cependant pas les couches inférieures de la formation houillère. D'après le rapport du conseil d'administration à l'assemblée générale du 28 avril 1879, on a recoupé par les travaux de la fosse no 3, dix veines présentant, d'après leur ordre de superposition, les épaisseurs suivantes : première veine, Présidente, trois mètres d'épaisseur en charbon, deuxième veine, Ernest, un mètre, troisième veine, Jules, 60 centimètres, quatrième veine, Alphonse, un mètre, cinquième veine, François, 80 centimètres, sixième veine, Louise, 60 centimètres, septième veine, Anne-Marie, 1,20 mètre, huitième veine, Zoé, 60 centimètres, neuvième veine, Charles-Eugène, un mètre, dixième veine, Guillaume, dont la puissance est encore indéterminée, soit un total de 9,80 mètres en charbon.
Ces veines sont près du puits, le point le plus au sud exploré n'est qu'à cent mètres, et le point le plus au nord à 170 mètres seulement. Ces veines comprennent diverses variétés de houille, renfermant de 30 à 40 % de matières volatiles, très peu gailleteuses.

### Étude des failles du gisement d'Auchy-au-Bois

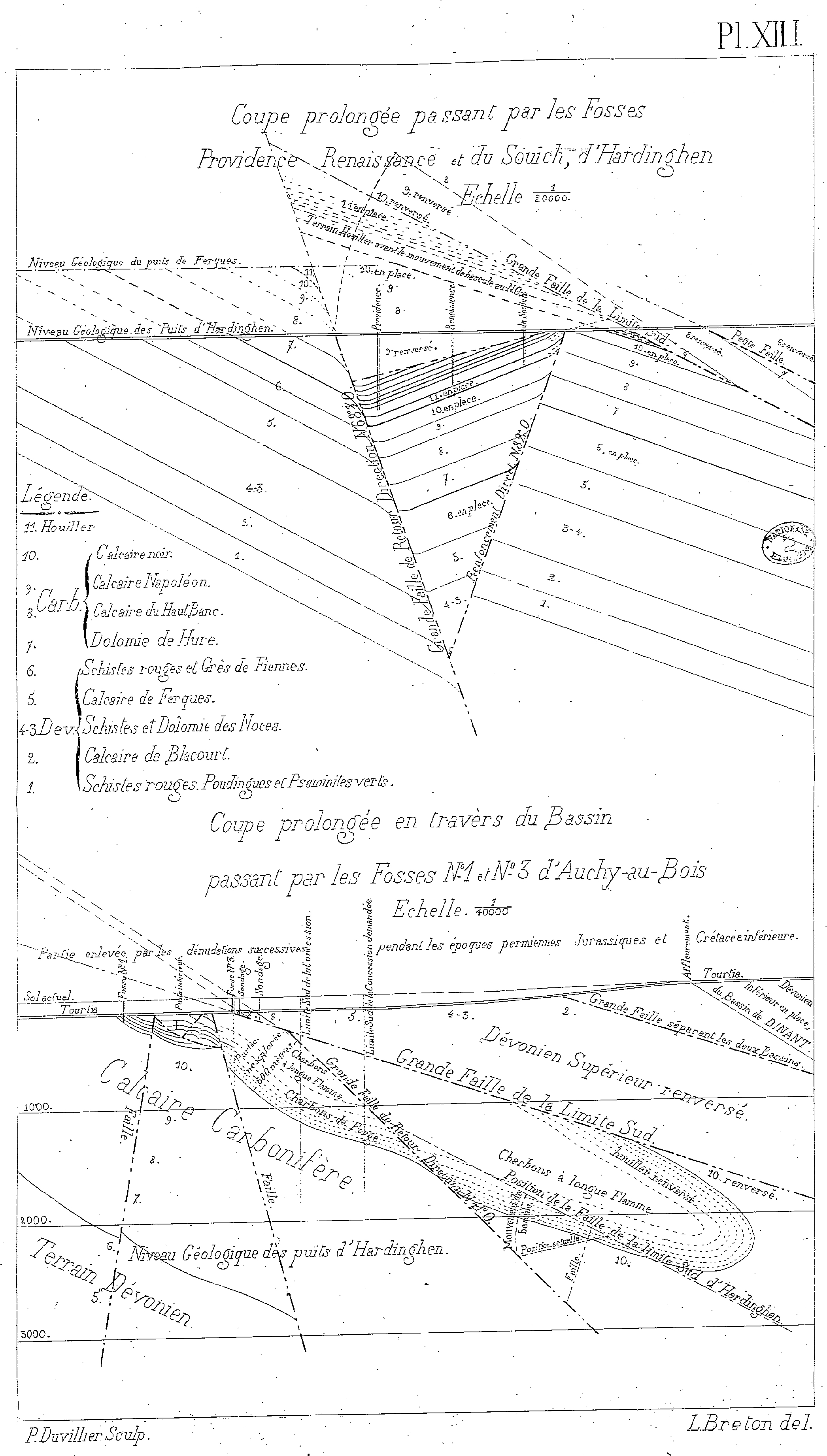
Coupes verticales prolongées entre les mines du Boulonnais et celles d'Auchy-au-Bois.

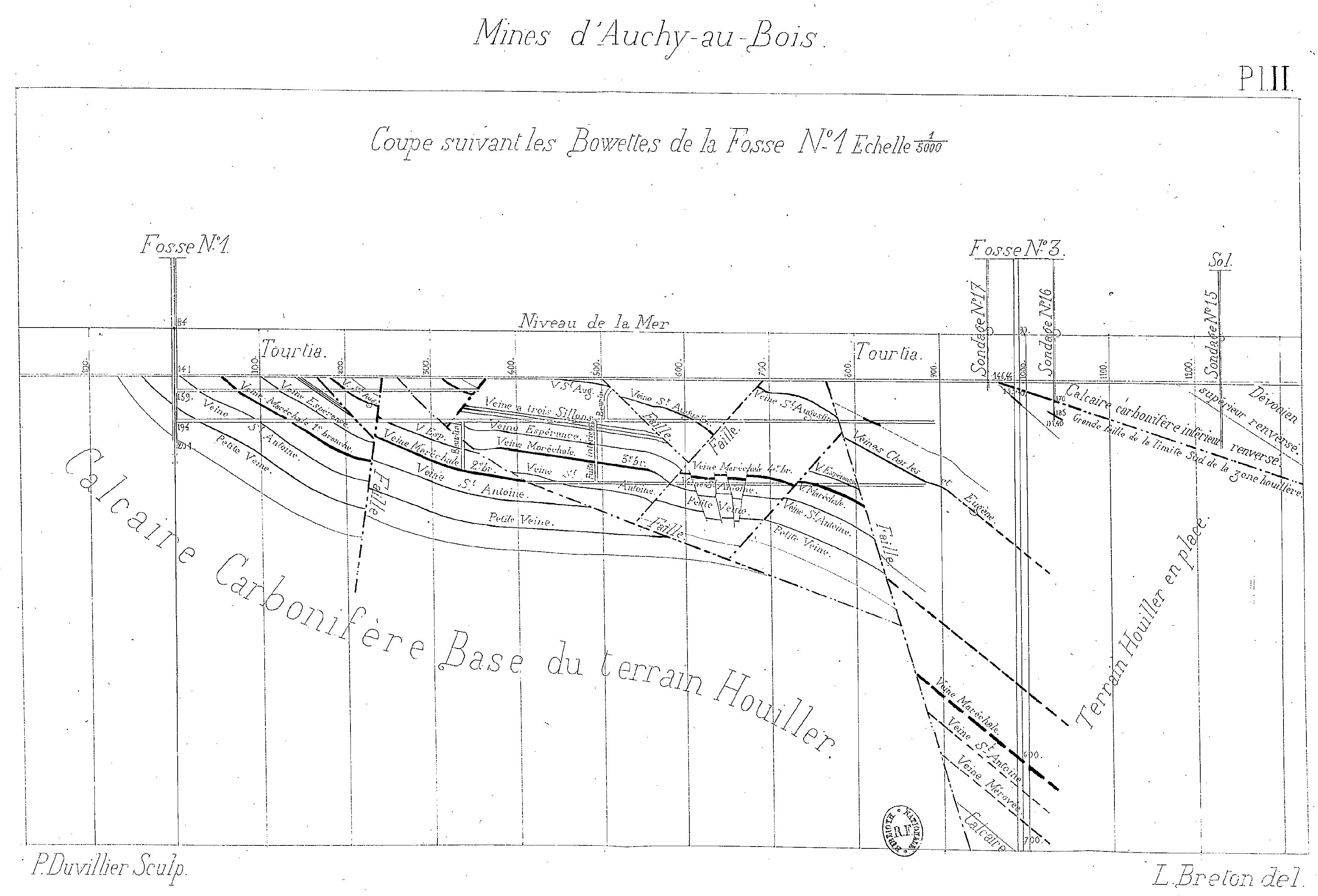
Coupe suivant les bowettes de la fosse no 1.

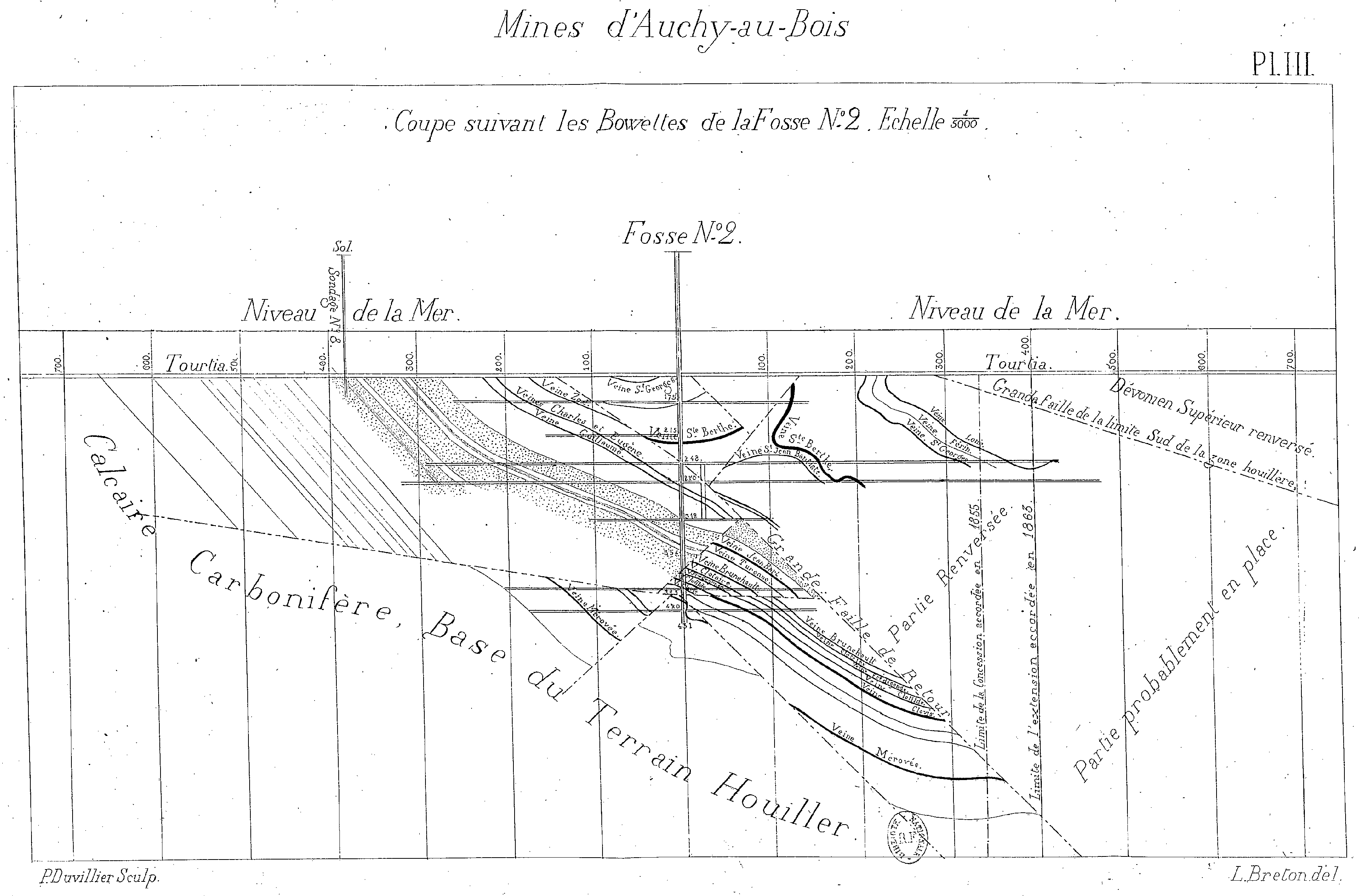
Coupe suivant les bowettes de la fosse no 2.

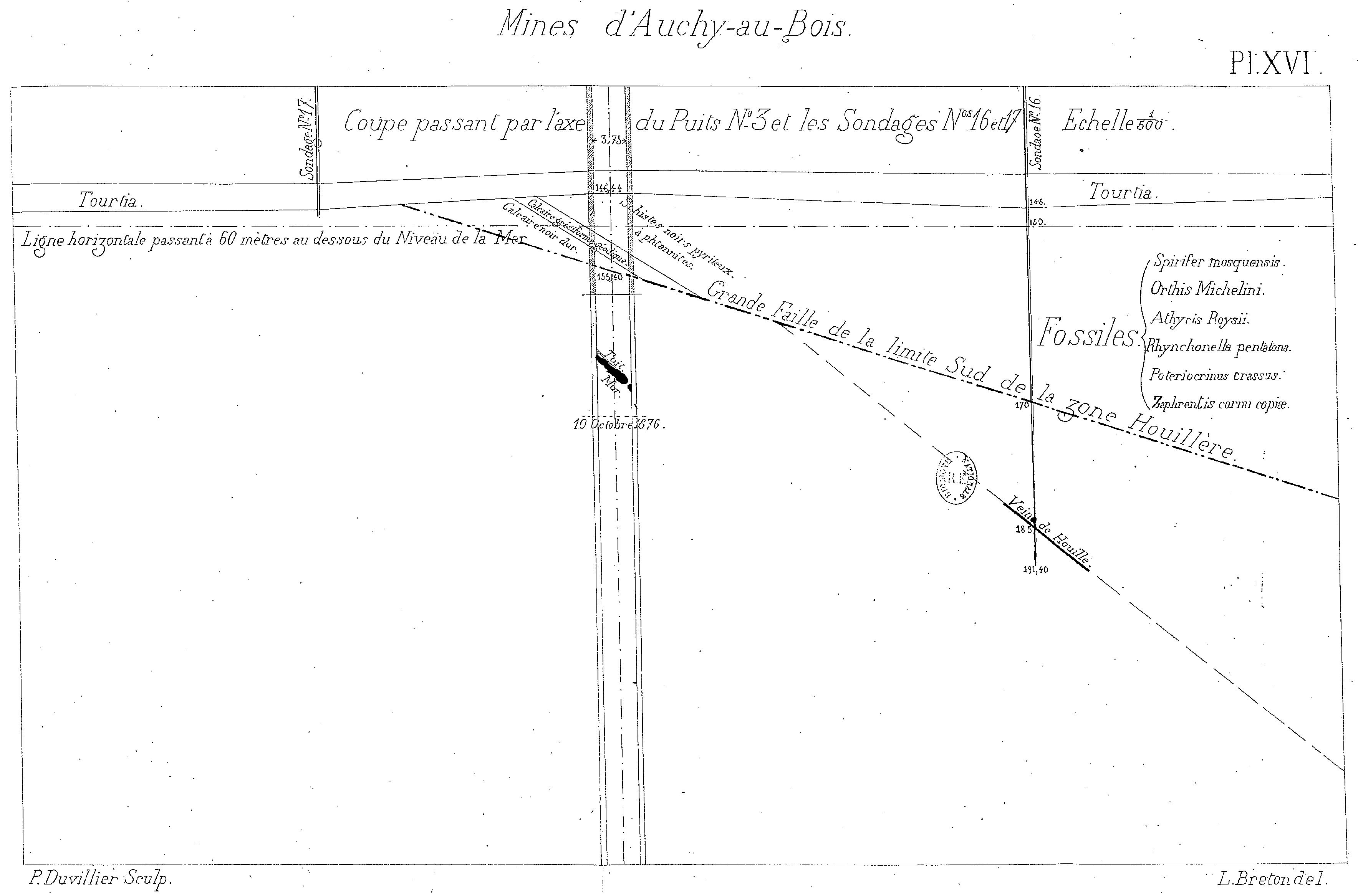
Coupe passant par l'axe du puits no 3 et les sondages nos 16 et 17.

Les failles jouent un rôle très considérable dans l'exploitation d'un gîte houiller ; elles sont souvent une des principales causes de l'élévation du prix de revient et, au début des travaux d'une mine, elles dérangent les combinaisons les mieux étudiées. Leur étude est quelquefois fort difficile : il faut déterminer d'abord, leur sens de plongement, les traces horizontales aux différents niveaux d'exploitation, leurs intersections avec les veines et enfin les effets produits, dont le principal est le transport de la veine sur une certaine distance. Les traversées des failles pour la recherche des veines sont de vrais problèmes de géométrie descriptive.
Quel que soit le point du bassin du Pas-de-Calais où l'on fasse une coupe en travers, du nord au sud, on remarque un certain rapprochement avec une coupe type, surtout si on ne tient pas compte des petites failles et des mouvements secondaires.
- 1° Une faille dite de retour, inclinée au sud, au nord de laquelle on trouve des veines en place avec pente au sud ; ces veines sont plus ou moins affectées par de petites failles, des crans, ou des mouvements qui ont changé leur direction[Z 8] ;
- 2° Au sud de cette faille de retour, on trouve, tantôt, immédiatement sous le tourtia, des terrains en place, mais le plus souvent des terrains renversés affectés de failles nombreuses et de crans très rapprochés[Z 8] ;
- 3° Il n'est pas rare de rencontrer, dans cette partie sud, une faille sensiblement horizontale, plus ancienne que la faille de retour, c'est-à-dire dont le niveau est primitivement plus élevé, sur laquelle s'est produit une poussée horizontale vers le nord de la partie supérieure. C'est ce qu'on constate à la fosse Mulot à Hénin-Liétard[Z 8] ;
- 4° Enfin, sans cette faille, on trouve des couches en place à faible pente ; vers le sud, ces couches prennent une pente nord[Z 8].

Dans cet ensemble, les couches les plus récentes, sont les couches renversées, puis celles énumérées au quatrième point et les plus anciennes, les veines au nord de la faille de retour.
Les fosses Mulot (no 3) de la Compagnie de Dourges, no 1 de la Compagnie de Liévin, no 1 de la Compagnie de Bully-Greuay, no 4 de la Compagnie de Nœux et no 2 de la Compagnie d'Auchy-au-Bois, occupent, dans le bassin, des positions qui permettent d'y reconnaître la coupe type. À la fosse no 2 d'Auchy-au-Bois, la faille de retour a une pente de 45° au sud et une direction de nord 41° ouest. Elle traverse le puits à 245 mètres de profondeur ; elle vient passer au sud des fosses nos 4 et 3 de la même Compagnie, au sud, aussi, de toutes les fosses de Ferfay et même au sud de la fosse de Cauchy-à-la-Tour ; à ce dernier puits les veines exploitées sous les terrains anciens de recouvrement sont en place. Au niveau du tourtia, et sur les concessions de l'ouest du bassin, cette faille a presque la même direction que la chaussée Brunehaut d'Arras à Thérouanne, et se trouve dessous verticalement. Elle coupe en diagonale la concession d'Auchy-au-Bois ; ce doit être elle qui passe au nord du bassin houiller d'Hardinghen, dont les veines correspondraient à celle du quatrième point. Plus à l'ouest, elle formerait la limite sud du bassin de Ferques ; à Hardinghen, son importance serait de 600 mètres environ. Au puits Mulot de la Compagnie de Dourges, la faille de retour a une direction nord 82° ouest. Au puits no 1 de Liévin, en allant sur les puits jumeaux nos 3 et 4, la faille a une direction nord 75° ouest. À Hardinghen la direction serait nord 68,5° ouest.
Si c'est la même faille, à Auchy, à Nœux, à Bully-Grenay, à Liévin, à Dourges, à Hardinghen, à Ferques, elle serait rejetée tantôt vers le nord, tantôt vers le sud par des failles postérieures, en même temps que sa direction se modifierait aussi. L'axe du puits no 2 rencontre encore, à 372 mètres, une faille inclinée au nord, à 402 mètres, une taille sensiblement horizontale, sur laquelle se continue le mouvement vers le nord commencé sur la faille précédente ; enfin, à 403 mètres, cet axe rencontre une faille inclinée au sud, sur laquelle les couches s'enfoncent au midi, de la même importance qu'elles s'étaient enfoncées au nord. Ces dérangements expliquent le temps très long qui a été nécessaire pour mettre la fosse no 2, en véritable exploitation, car il a fallu traverser d'abord, outre les failles, les terrains pauvres en veines, presque stériles, qui séparent les faisceaux de veines exploitables, avant de recouper ceux-ci. Le nord de la fosse no 2 est d'une grande régularité, on n'y connaît pas de failles et les couches vont courir entre les puits nos 2 et 4, sans dérangement. Le sud de la fosse no 2, exploré seulement, aux niveaux supérieurs, dans la partie renversée qui a été comme tamisée en se retournant sur elle-même, est affecté par des crans, serrages, renflement de veine très rapprochés. En profondeur, les veines seront en place et certainement régulières, elles occuperont leur position par ordre de formation, et nul doute qu'il doit exister de grandes richesses dans cette partie.
À la fosse no 1, on connaît quatre grandes failles :
- 1° La première passe au tourtia à 760 mètres au midi du puits, son inclinaison est de 75° au sud, sa direction nord 57,5° ouest, elle vient s'arrêter à la faille de retour un peu à l'ouest de la fosse no 4[Z 10]. Au no 1, elle enfonce les couches de plus de cent cinquante mètres au midi, c'est à cause d'elle que la bowette du midi, niveau de 267 mètres, n'a pas recoupé les veines à trois sillons de quarante centimètres et Saint-Augustin. Cette faille continue sur la concession de Ferfay et passe au tourtia, à 37 mètres au sud du puits no 3 de cette compagnie, avec une inclinaison sud de 73°. C'est dans la partie de la veine Élise, à ce puits, comprise entre la voie de fond du couchant, niveau de 243 mètres et cette faille, que l'on a installé l'exploitation en vallée avec traction mécanique[Z 10] ;
- 2° À 690 mètres au sud du puits no 1, au niveau du tourtia, passe une faille d'inclinaison de 50° au nord, de direction nord 38° ouest ; elle vient s'arrêter à la précédente à l'est des bowettes du no 1, et vient passer à 650 mètres au nord du puits no 2, dans le calcaire du nord[Z 10]. C'est cette faille qui sépare les travaux de la quatrième branche, veine Maréchale, de ceux de la troisième branche. C'est contre elle que les travaux dans la veine Maréchale couchant, niveau de 194 mètres sont arrêtés depuis 1868, ainsi que ceux, dans la même veine, niveau de 241 mètres depuis 1872[Z 10] ;
- 3° À 260 mètres au midi du puits no 1, niveau du tourtia, se trouve la trace d'une faille inclinée au sud de 46°, mais cette inclinaison diminue en profondeur ; la direction est nord 43° ouest. Sur cette faille le mouvement des terrains n'a pas suivi la règle ordinaire mais la règle contraire[Z 11]. C'est une exception qui se rencontre à Nœux, et à la fosse no 2 d'Hénin-Liétard pour la veine Sainte-Cécile, près du puits[Z 11]. Cette faille vient aussi s'arrêter à la première du No 1, vers le levant, mais elle entre néanmoins sur la concession Ferfay[Z 11]. Dans les travaux du no 1 d'Auchy, elle sépare la troisième branche de la veine Maréchale, de la veine Maréchale (nord)[Z 11] ;
- 4° Enfin, à 240 mètres au sud du puits no 1, niveau du tourtia, on reconnaît une faille d'inclinaison 81° au nord, de direction nord 55° ouest, relevant les veines de 35 mètres sur la coupe passant par les bowettes ; elle s'arrête à la précédente à l'ouest du no 1[Z 11]. À l'est elle se continue sur la concession de Ferfay et vient passer au niveau du tourtia à 310 mètres au nord du no 3 de cette compagnie, avec pente de 72° au nord ; elle ramène en fond de bateau, devant la bowette du nord, niveau de 205 mètres, la veine Élise trouvée en arrière à 140 mètres au nord de ce puits[Z 11]. Dans les travaux de la fosse no 1 d'Auchy-au-Bois, cette faille sépare la veine Maréchale (première branche) de la veine Maréchale (nord)[Z 12].

Outre ces failles principales, il y en a d'autres secondaires à la tète du gisement, qui se détruisent entre elles en profondeur, ou s'arrêtent aux failles qui viennent d'être décrites. On voit que les directions des failles sont comprises entre nord 38° ouest et nord 57,5° ouest, la moyenne, serait de nord 47,75° ouest. Les bissectrices des angles de rencontre des traces des failles, au niveau du tourtia, font les angles suivants avec le nord vrai :
- Faille de retour avec faille 1° : 49,25°
- Faille 1° avec faille 2° : 47,75°
- Faille 2° avec faille 3° : 50,25°
- Faille 3° avec faille 4 : 49°

On peut dire que les bissectrices des angles sont à peu près parallèles. Si on joint par une ligne le sommet de l'affleurement dévonien de Febrin, avec le sommet de l'affleurement dévonien de Bailleul-lez-Pernes, cette ligne, en face des concessions d'Auchy-au-Bois et de Ferfay fait avec le nord vrai un angle de 50° vers l'ouest, c'est-à-dire qu'elle est parallèle aux bissectrices ci-dessus.

### Flore du gisement d'Auchy-au-Bois
Tous les fossiles de plantes retrouvés appartiennent aux trois grandes familles des calamites, des astérophyllites et des fougères ; les sigillariées et les lycopodiacées n'entrent pas dans la proportion d'un pour vingt et ne sont rencontrés très rarement que dans les couches de la base. Les principales plantes sont : Sphenopteris furcata, sphenopteris Heningliausi, Louchopteris rugosa, Calamocladus èquisetifolia, Netcropteris auriculata, Pecopteris nervosa, Pecopteris Loshii, Neuropteris héléropliylla, Sphenophyllum crosnum (rameaux et fruits), Calamités sucliowii, Sphenopteris chcerophilloïdes, Aunularia radiata, Pinnularia ou racines de Calamites suchoivii.

Fossiles retrouvés
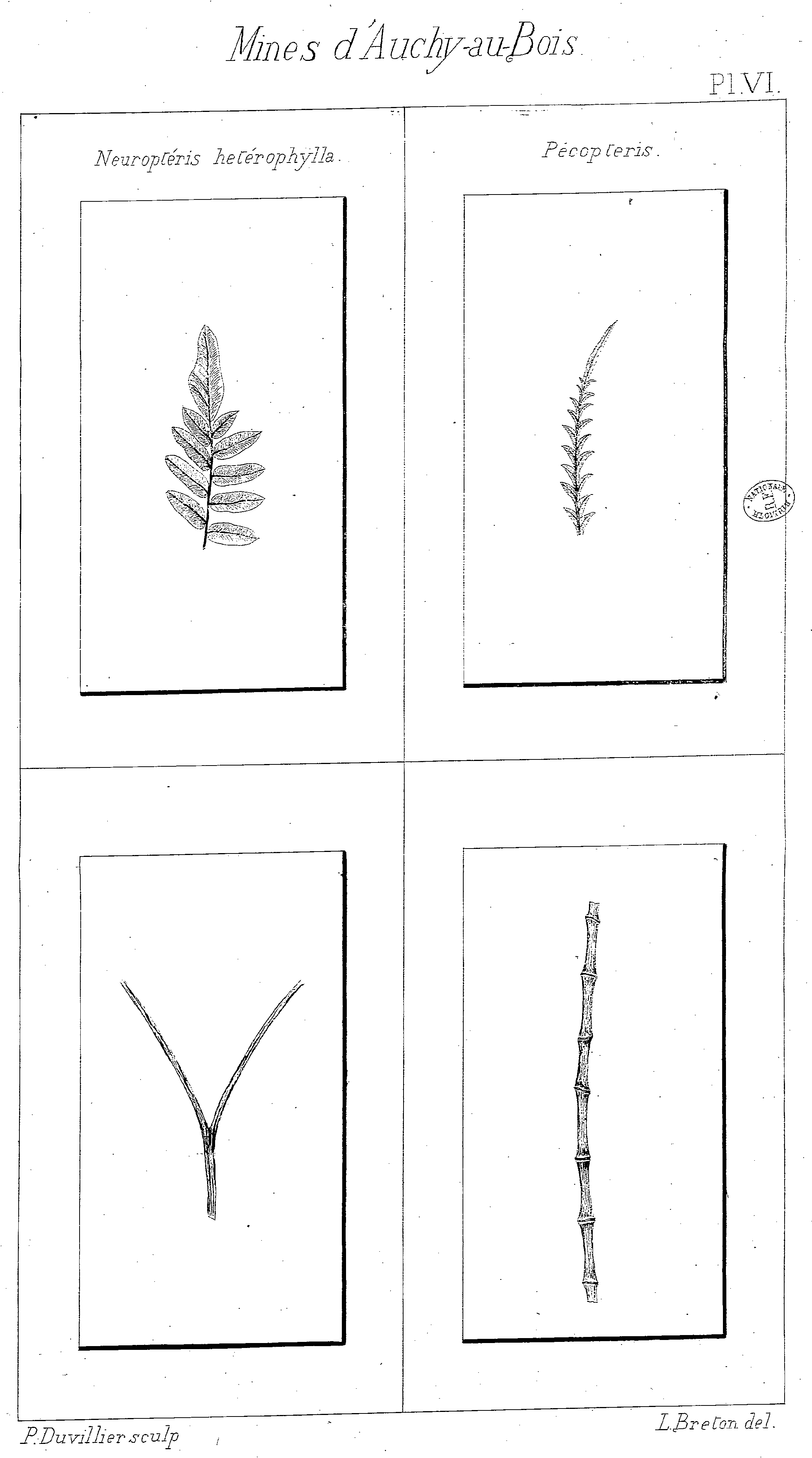
Neuroptéris hétérophylla, et Pécoptéris.
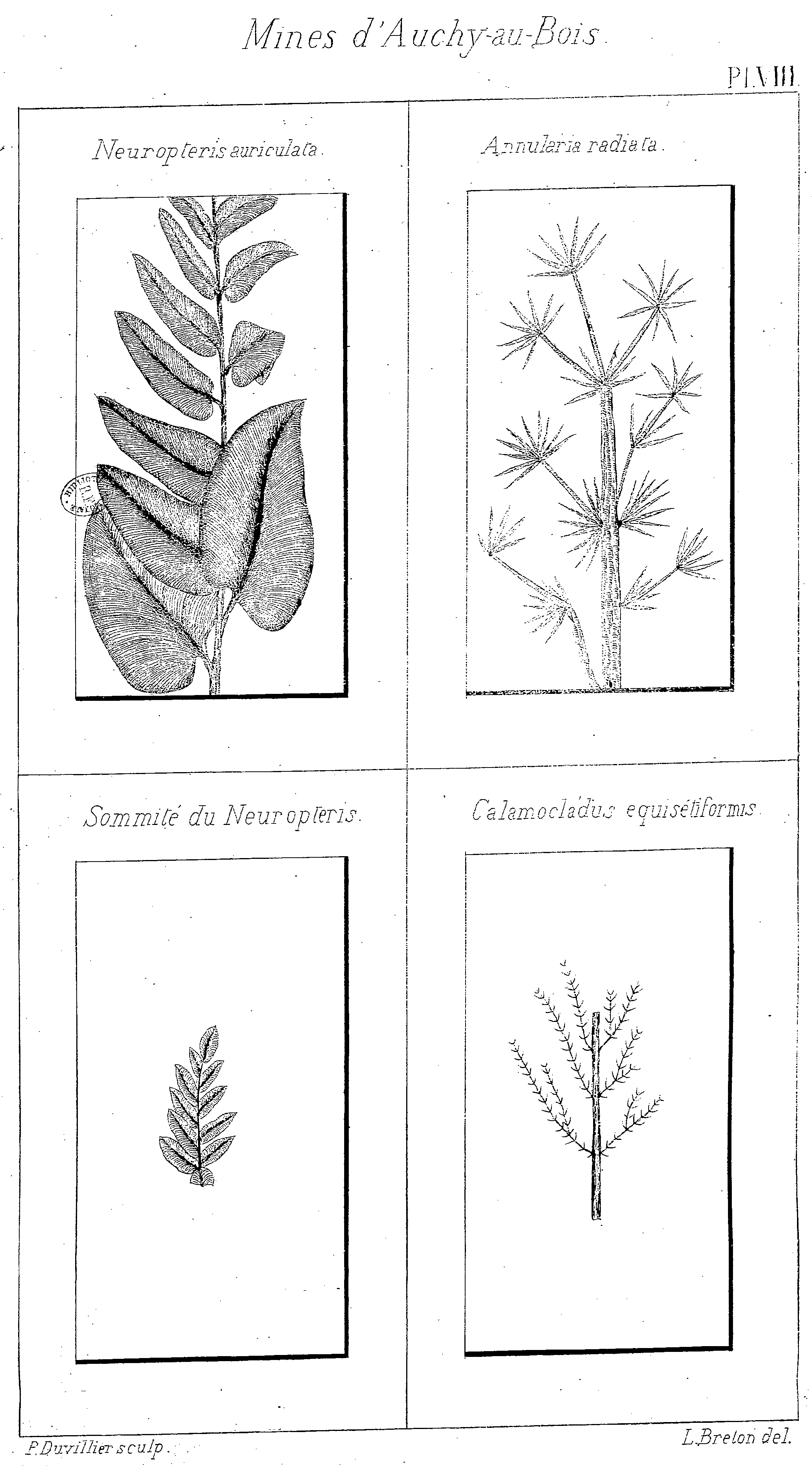
Neuroptéris auriculata, Annularia radiata, Sommité du Neuroptéris, et Calamocladus équisétiformis.
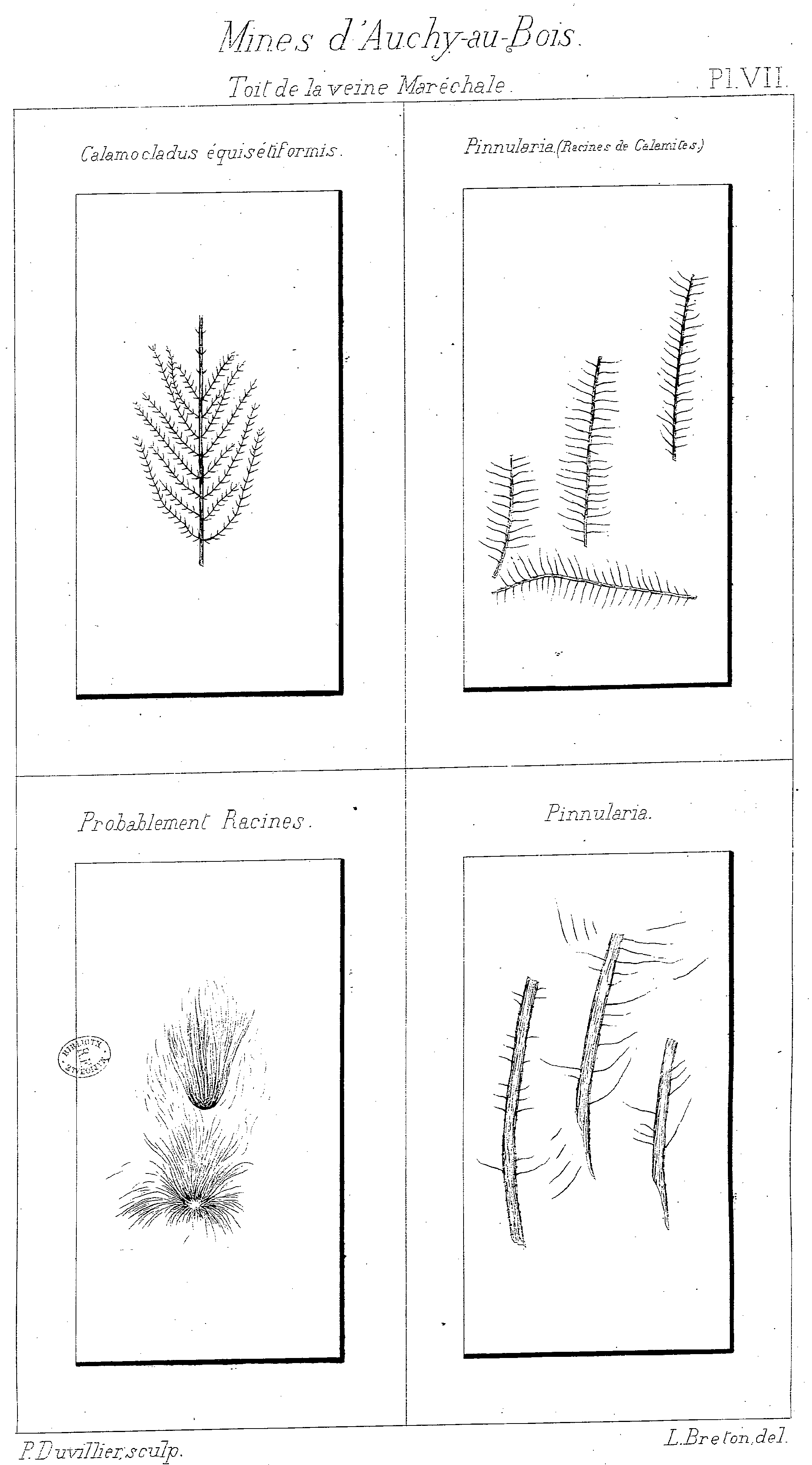
Calamocladus équisétiformis, Pinnularia (racines de Calamites), racines, et Pinnularia.

## Données financières

### Emprunts
Sur le capital de deux millions de francs fixé par l'acte de Société, il a été attribué aux fondateurs pour leur apport 814 actions libérées pour 407 000 francs. Il reste donc 3 186 actions qui, au cours de 500 francs, ont produit 1 593 000 francs. Cette somme est assez promptement absorbée par la création des fosses, l'acquisition du matériel, etc., et comme l'exploitation peu importante ne donne que des pertes, il a fallu songer bientôt à se créer un nouveau capital. On a eu recours pour cela aux emprunts. Il a été émis au prix moyen net de 193,59 francs 6 000 obligations qui ont apporté dans la caisse de la Société 1 161 500 francs. Ces obligations rapportant 12,50 francs d'intérêt et remboursables à 250 francs en vingt annuités, à partir de 1872, imposent à la Compagnie une charge annuelle d'intérêts de 75 000 francs. Le capital engagé et bientôt dépensé, se compose donc du produit du versement de 3 186 actions pour 1 593 000 francs et du produit de l'émission de 6 000 obligations pour 1 161 550 francs, soit un ensemble de 2 754 550 francs.

### Émission d'actions à intérêts
Les capitaux fournis par l'émission des 4 000 actions primitives et des 6 000 obligations étant épuisés, l'assemblée générale du 27 février 1865, décide de se procurer 500 000 francs, « somme nécessaire pour porter l'extraction à 1 500 000 hectolitres qui assurerait la prospérité de la Compagnie », par une émission de 1 000 actions nouvelles privilégiées.
Ces actions, émises à 500 francs, reçoivent 40 francs d'intérêts la première année, puis les années suivantes également 40 francs sur les premiers bénéfices à distribuer, avant toute attribution aux actions anciennes, les deux types n'ayant de revenus égaux que si le produit de l'exercice permet de donner 40 francs au moins à l'ensemble des actions. Dans le cas où le revenu d'un ou de plusieurs exercices ne pourrait pas payer 40 francs aux actions nouvelles, les dividendes non payés seraient prélevés par privilège sur les premiers revenus disponibles des exercices suivants, avant toute attribution aux actions anciennes.
La Compagnie se procure ainsi 500 000 francs, mais à des conditions fort onéreuses, à un intérêt de 8 %, et le capital social est porté à 2 500 000 francs représenté par 5 000 actions de 500 francs dont 1 000 privilégiées. Une seconde émission de 1 000 actions privilégiées est tentée en 1867, mais elle ne réussit qu'incomplètement. Il n'a été souscrit que 579 actions représentant une somme de 289 500 francs et encore pour la plus grande partie (soit 246 631,53 francs), ces actions ont été prises en payement de coupons échus ou escomptés. La Compagnie ne réalise donc en espèces sur cette émission que le chiffre de 42 868,47 francs.

### Liquidation et transformation de la Société

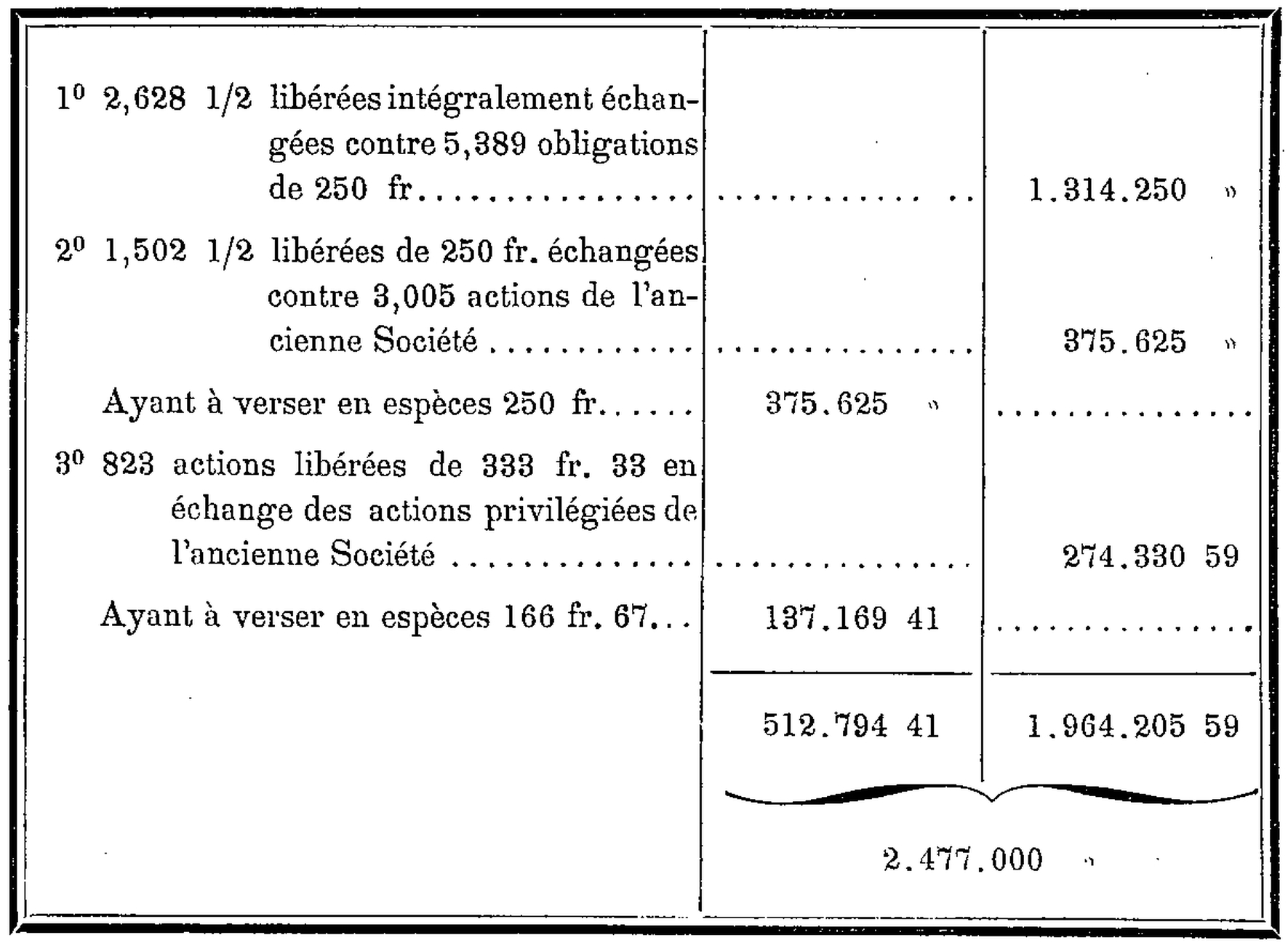
Le capital social.

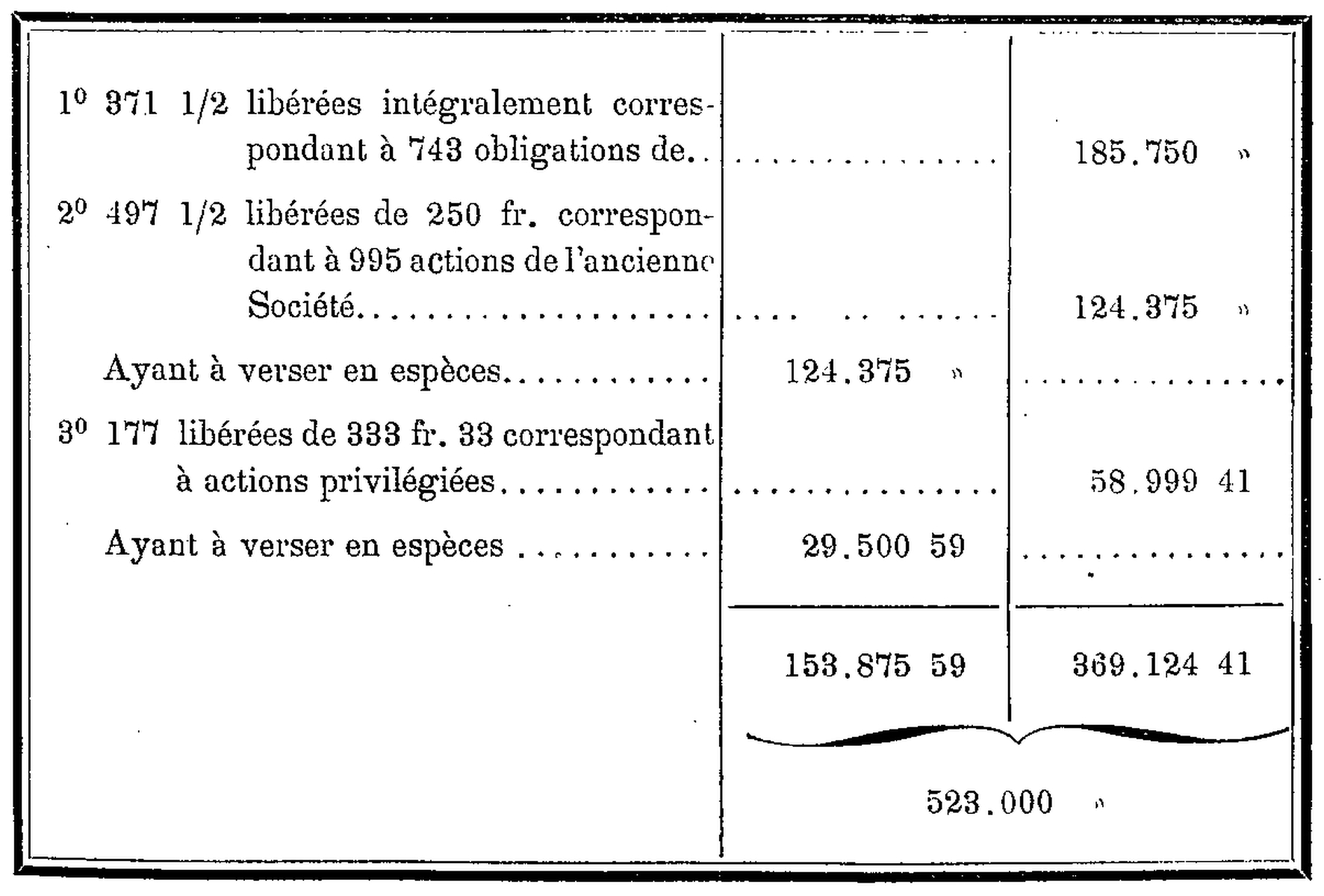
L'augmentation du capital.

Ces nouveaux capitaux ont été insuffisants pour mettre les mines d'Auchy-au-Bois en état productif. La Compagnie a émis 4 000 actions primitives de 500 francs représentant 2 000 000 francs, 1 519 actions privilégiées de 500 francs représentant 189 500 francs et 6 000 obligations de 250 francs représentant 1 500 000 francs, soit un ensemble de 4 289 500 francs.
Son bilan arrêté au 31 mars 1867, est le suivant : l'actif est de 3 911 459,19 francs, dont 3 192 495,72 francs pour la concession, deux fosses, le chemin de fer, les immeubles, les travaux et les ouvrages divers, 431 614,26 francs pour le mobilier, les machines et le matériel, 3 624 169,98 francs pour le capital immobilisé et 293 289,21 francs pour le magasin, le stock, la caisse, les recouvrements et le fonds de roulement. La passif, de 2 089 139,41 francs, est constitué par le montant de 6 000 obligations émises pour 1 500 000 francs, le prêt de la Compagnie des chemins de fer du Nord pour 131 666,26 francs et 451 413,21 francs pour les dettes diverses. La Compagnie n'a, pour faire face à cet énorme passif de plus de deux millions et aux charges d'intérêts et de remboursements qu'il lui impose, que son faible fonds de roulement de 293 289,21 francs.
Cette situation ne pouvant se maintenir, une assemblée générale, tenue le 14 décembre 1867, décide la liquidation de la Société et sa transformation en une nouvelle Société, dont les statuts adoptés dans l'assemblée générale du 30 mars 1868, sont les suivants : la Société est anonyme, elle a pour objet la continuation de l'exploitation des mines de houille, concédées par décret du 26 décembre 1855 et 22 avril 1863, et la reprise de toutes les valeurs actives et passives de l'ancienne Société civile des mines d'Auchy-au-Bois. Le siège de la Société est à Paris. La Société commencera à partir du 14 décembre 1867, date de la dissolution de l'ancienne Société, et finira le 31 décembre 1950, époque à laquelle prend fin la concession du chemin de fer. Les liquidateurs apportent à la Société nouvelle l'ensemble des biens et droits ainsi que toutes les obligations actives et passives de l'ancienne Société.
Le capital social actuel est de 2 477 000 francs, dont 512 794,14 francs en numéraire, représenté par 4 954 actions de 500 francs répartis comme indiqué ci-contre. Le capital pourra être augmenté ultérieurement jusqu'à concurrence de 523 000 francs représentés par 1 046 actions de 500 francs.
Le conseil d'administration est dès à présent autorisé à émettre, tout ou partie des 1 046 actions, aux meilleures conditions. Les titres sont nominatifs ou au porteur, au choix des actionnaires. La Société est administrée par un conseil composé de dix membres nommés par l'assemblée générale. Chaque membre doit posséder au moins vingt actions. Le conseil est renouvelé chaque année, par cinquième, par l'assemblée générale. La présence de cinq membres au moins est nécessaire pour la validité des délibérations. Les membres du Conseil reçoivent par chaque séance du conseil à laquelle ils assistent, un jeton de présence de vingt francs et le remboursement de leurs frais de voyage. Le conseil a droit en outre à 5 % des bénéfices nets, à répartir comme augmentation de la valeur des jetons de présence. Il est nommé, chaque année, en assemblée générale, trois commissaires, associés ou non, chargés de faire un rapport sur le bilan et les comptes présentés par les administrateurs. Une assemblée générale est tenue chaque année, dans le courant d'avril au plus tard. Elle se compose de tous les actionnaires possédant cinq actions au moins. Le Conseil d'administration y présente l'inventaire, le bilan et les comptes. Elle entend le rapport des commissaires, approuve les comptes et fixe le dividende à répartir. Elle nomme les administrateurs à remplacer et les commissaires. L'année sociale expire au 31 décembre. Il est fait, annuellement sur les bénéfices nets un prélèvement d'un vingtième au moins pour le fonds de réserve. Ce prélèvement cessera d'être obligatoire, lorsque le fonds de réserve aura atteint le dixième du capital social.

### Insuffisance du capital

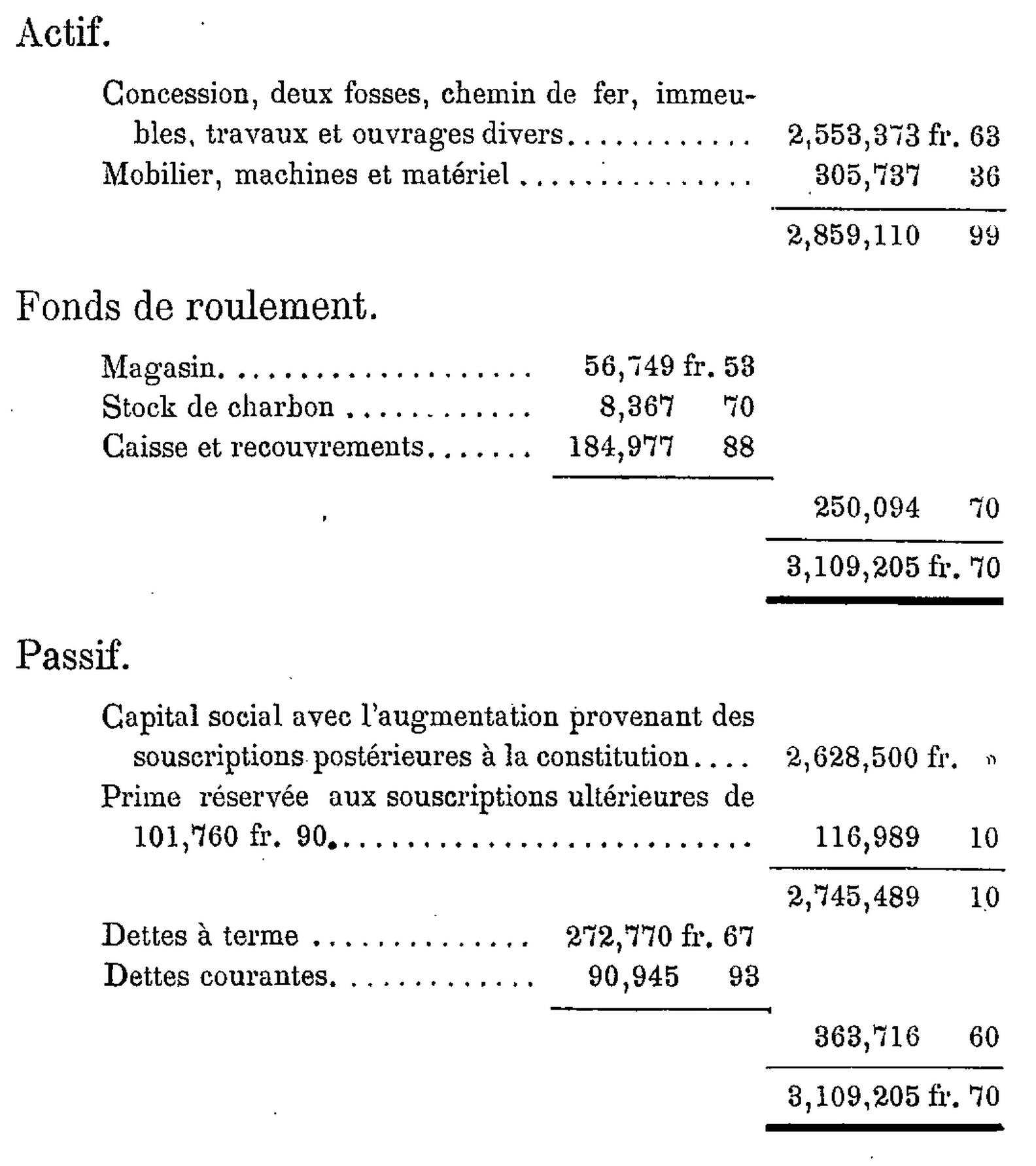
Bilan comptable au 31 décembre 1868.

La liquidation de l'ancienne Société débarrasse l'entreprise des charges que lui imposaient alors l'intérêt et le remboursement des 6 000 obligations ; mais elle laisse à payer les annuités dues à la Compagnie des chemins de fer du Nord et les dettes diverses, montant ensemble à 589 139,47 francs. La conversion des anciennes actions en nouvelles, avec soulte en espèces, n'a produit que 512 794,41 francs auxquels vient s'ajouter ultérieurement la soulte de l'émission des actions non échangées, représentant 153 875,59 francs, soit un ensemble de 666 670 francs. Le bilan au 31 décembre 1868 est présenté ci-contre.
La situation est tendue. Aussi dès la fin de 1869, toutes les ressources de la Compagnie sont épuisées, et on ne peut continuer l'entreprise qu'en recourant aux emprunts.

### Emprunts et émissions successifs

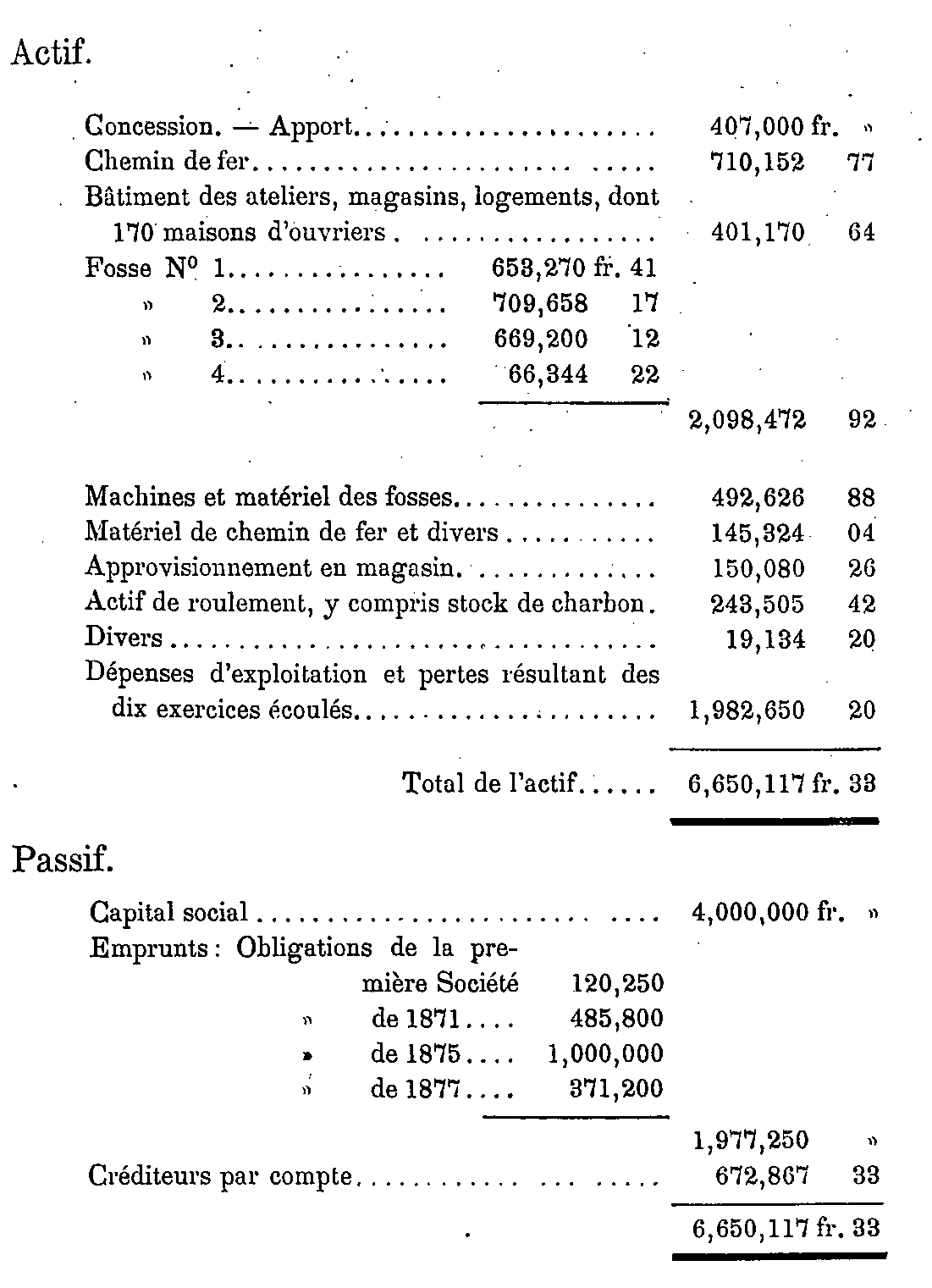
Bilan comptable au 31 décembre 1877.

Le premier emprunt est de 152 500 francs. Il a été réalisé par l'émission de bons à 6 %, remboursables après avertissement de six mois, et qui ont été souscrits par les principaux sociétaires. Le deuxième est voté par l'assemblée générale du 27 juillet 1871, et est émis en obligations de priorité de 200 francs, remboursables à 250 francs en vingt ans, depuis 1876 jusqu'en 1895, il a produit 647 250 francs, soit un total de 799 750 francs.
Ces 800 000 francs sont bien vite épuisés, et l'assemblée générale du 28 avril 1873 décide l'augmentation du capital social. Il est émis 1 500 actions de 500 francs, et suivant la déclaration faite au greffe des tribunaux, le capital social est ainsi porté à 3 536 000 francs, dont 2 477 000 francs le capital social lors de la constitution de la Société anonyme, 309 000 francs l'augmentation postérieure obtenue par la conversion des titres de l'ancienne Société, depuis la constitution de la Société anonyme et 750 000 francs l'augmentation par l'émission de 1 500 actions nouvelles de 500 francs. Soit un total de 3 356 000 francs ou 7 072 actions de 500 francs.
Les sommes ainsi obtenues par les emprunts et l'émission de nouvelles actions ont été employées à éteindre un passif courant, à réparer le grand accident de la fosse no 2, à continuer les explorations du gîte, enfin à exécuter divers sondages et à commencer les travaux de la fosse no 3. Mais dès le commencement de 1875, il a fallu se procurer de nouvelles ressources et l'assemblée générale du 30 avril de cette année autorise l'émission d'un troisième emprunt de 1 000 000 francs représenté par 2 500 obligations de 400 francs, remboursables à 500 francs, en dix ans, à partir de 1896 et productives d'un intérêt de 25 francs par an. En 1876, un nouvel appel de capitaux a lieu. L'assemblée générale d'août décide l'émission de 783 actions nouvelles à 500 francs, soit pour 391 500 francs. Le nombre d'actions, qui n'est jusque-là que de 7 217, est ainsi porté à 8 000. En outre la même assemblée vote un quatrième emprunt de 500 000 francs qui n'a toutefois été réalisé qu'en mai 1877. Il est alors émis 1 250 obligations des mêmes types et conditions que celles du troisième emprunt effectué en 1875.
Le bilan arrêté au 31 décembre 1877, donnait la situation suivante :
Ainsi fin 1877, après dix exercices, la nouvelle Société d'Auchy-au-Bois se trouve dans une situation financière même plus mauvaise que l'ancienne à la fin de 1867. La dette à terme, en obligations est de 1 977 250 francs et sa dette courante et exigible de 672 867,33 francs, soit un ensemble de 2 650 117,33 francs. Il est vrai qu'elle possède des travaux beaucoup mieux outillés, et des connaissances beaucoup plus complètes sur son gisement, et enfin qu'elle est en mesure de produire des quantités de houille plus importantes, et dans des conditions rémunératrices, sans la crise qui pèse sur l'industrie houillère.

### Bons de délégation de dividendes
Il devient indispensable de se procurer de nouveaux capitaux pour faire l'ace aux charges indiquées dans la situation financière ci-dessus, compléter les travaux et les mettre en production. Le Conseil d'administration propose, à l'assemblée générale du 29 avril 1878, l'émission de bons de délégation de dividendes. Ces bons, au nombre de 1 000, sont émis au pair de 500 francs et donnent droit à un intérêt annuel de 25 francs net d'impôt, mais qui ne serait payé par privilège que sur les bénéfices réalisés à la fin de chaque exercice.
Dans le cas où le résultat de chaque exercice ne permettrait pas de payer cet intérêt, il serait capitalisé à 5 % pour être joint à celui de l'exercice suivant ou payé lors du remboursement. Ces bons de délégation peuvent être remboursés par tirages, après décision de l'assemblée générale, avec une prime de cent francs. Dès que le cours des actions de la Compagnie dépassera le pair, le conseil d'administration pourra émettre quantité suffisante d'actions nouvelles pour remplacer les bons de délégation. Les souscripteurs desdits bons auront, pendant deux années, le droit de les échanger contre pareil nombre d'actions au pair.

### Résultats financiers
Le bilan arrêté au 31 décembre 1877 constate que dans l'intervalle de dix années écoulé depuis la transformation de la Société en 1867, jusqu'en 1877, les résultats de l'exploitation des mines d'Auchy-au-Bois se traduisent par une perte de 1 982 650,20 francs ou en moyenne près de 200 000 francs par année. Pendant cette période l'exploitation a fourni 204 746 tonnes ; la perte par tonne a donc été de 9,68 francs. Pour l'année 1877, le compte de profits et pertes se solde par une perte de 462 020,66 francs pour une extraction de 31 717 tonnes, ou 14,57 francs par tonne, dont 184 739,72 francs en travaux souterrains des fosses nos 1 et 2 (dont la plus grande partie en travaux d'avenir), 78 675,70 francs en frais généraux, 57 454,40 francs en frais de vente et de service de chemin de fer, 44 963,55 francs en changes, commissions, intérêts et escomptes sur versements d'obligations et 96 187,29 francs en coupons d'obligations, droits de transmission...
D'après ces chiffres, la Compagnie d'Auchy-au-Bois s'est trouvée dans une situation difficile. Les ingénieurs espèrent que la mise en exploitation de la fosse no 3, sortira de ses embarras financiers la compagnie et lui permettra de récupérer ses pertes. Les résultats de l'exercice 1878 sont venus aggraver encore cette fâcheuse situation. En effet, le rapport du conseil d'administration à l'assemblée générale du 18 janvier 1879 constate que les cotisations sociales se composent de :
- 457 obligations  à 250 francs de l'ancienne Société civile dont le remboursement a commencé en 1872 et ne finit qu'en 1891, soit 114 250 francs[C 24] ;
- 2 346 obligations émises en 1871 à 200 francs dont le remboursement a commencé en 1876 et ne finira qu'en 1895, à 250 francs soit 586 500 francs ;
- 2 500 obligations émises en 1875 à 400 francs dont le remboursement commencera en 1896 et ne finira qu'en 1906, à 500 francs soit 1 250 000 francs[C 24] ;
- 1 250 obligations, dont 972 placées et 278 représentation d'un prêt, émises en 1876, à 400 francs et remboursables à 500 francs de 1896 à 1906 soit 625 000 francs ;
- 1 000 bons de délégation émis à 500 francs en 1878 donnant droit à un intérêt annuel de 25 francs, mais qui ne peut être payé que sur les bénéfices réalisés et remboursables à 600 francs plus les intérêts échus qui n'auraient pas été payés soit 500 000 francs[C 24].

Ces éléments forment un total de 3 075 750 francs dont il faut toutefois déduire pour primes de remboursement en obligations 515 150 francs. Il reste pour la dette emprunt 2 560 600 francs. Il faut de plus 500 000 francs pour terminer les travaux. Le conseil d'administration propose en conséquence « l'émission de 3 000 obligations bénéficiaires de 500 francs chacune, remboursables au pair, en capital et intérêts à 5 % l'an calculés d'année en année, en appliquant à leur remboursement intégral tous les bénéfices nets réalisés à la fin de chaque exercice, et avant toute distribution aux 8 000 actions formant le capital social... ». La proposition est adoptée par l'assemblée générale, mais seulement pour 2 000 obligations, dont les trois-quarts ont été souscrites immédiatement par les administrateurs et quelques actionnaires.

### Production
La fosse no 1, ouverte en avril 1856, ne commence à produire qu'en 1859 et ne fournit pendant cette année et les années suivantes que de faibles quantités de houille. Ainsi, on extrait de cette fosse 28 210 hectolitres ou 2 539 tonnes en 1859, 23 031 hectolitres ou 2 073 tonnes en 1860, 101 923 hectolitres ou 9 173 tonnes en 1861, 196 475 hectolitres ou 17 683 tonnes en 1862 et 171 165 hectolitres ou 15 405 tonnes en 1863, soit 46 873 tonnes sur la période.
La fosse no 2, qui a été ouverte en 1862, vient augmenter la production, mais dans une proportion assez faible ; les deux fosses fournissent 301 190 hectolitres soit 27 107 tonnes en 1864, 356 528 hectolitres soit 32 087 tonnes en 1865, 466 529 hectolitres soit 41 988 tonnes en 1866 et 497 662 hectolitres soit 44 789 tonnes en 1867, soit 145 971 tonnes sur la période.
Les embarras financiers qui entraînent la liquidation de la société en 1867, joints à la pauvreté des gisements alors connus, réduisent la production de plus de moitié. Elle descend en effet à 228 427 hectolitres ou 20 558 tonnes en 1868, 181 708 hectolitres ou 16 354 tonnes en 1869, 220 209 hectolitres ou 19 819 tonnes en 1870, 203 846 hectolitres ou 18 346 tonnes en 1871 et 238 462 hectolitres ou 21 461 tonnes en 1872, soit 96 538 tonnes sur la période.
La Compagnie n'a pas pu profiter des hauts prix des houilles de la période de 1873-1875, sa production est des plus faibles pendant cette période, à cause de l'accident survenu au commencement de 1873 à la fosse no 2. Ainsi son extraction a été seulement de 17 100 tonnes en 1873, 27 473 tonnes en 1874, 21 979 tonnes en 1875, 19 439 tonnes en 1876 et 31 217 tonnes en 1877, soit 117 208 tonnes sur la période, et 406 590 tonnes depuis l'origine. La production a été de 31 879 tonnes en 1878 et de 28 109 tonnes en 1879, soit une production totale de 466 578 tonnes depuis l'origine.
Les chiffres de production ci-dessus sont bien faibles, eu égard au capital dépensé dans l'entreprise, et qui, indépendamment des pertes ressortant du compte d'exploitation, s'élèvent au 31 décembre 1877 à 4 667 467,13 francs. Ce capital, rapporté à l'extraction de 31 217 tonnes de 1877, correspond à 150 francs par tonne. En admettant que les travaux actuels puissent fournir 80 000 à 100 000 tonnes annuellement, le capital engagé par tonne correspondrait encore à 50 francs et plus. Et cependant la Compagnie d'Auchy-au-Bois a été dirigée et administrée avec sagesse et avec habileté ; ses administrateurs et ses actionnaires ont fait preuve d'une grande foi dans le succès, d'une persévérance digne d'un meilleur sort et n'ont reculé devant aucun sacrifice pour mener à bien leur entreprise. Tous leurs efforts ont échoué jusqu'ici devant la pauvreté et l'irrégularité du gisement reconnu par leurs premiers travaux. Les nouvelles découvertes de leur fosse no 3 promettent beaucoup.
| Années | Ouvriers | Ouvriers | Ouvriers | Production par ouvrier | Production par ouvrier          | Salaires           | Salaires                |
| Années | Du fond  | Du jour  | Total    | Du fond (en tonnes)    | Des deux catégories (en tonnes) | Totaux (en francs) | Par ouvrier (en francs) |
| ------ | -------- | -------- | -------- | ---------------------- | ------------------------------- | ------------------ | ----------------------- |
| 1869   | 160      | 48       | 208      | 105                    | 81                              | 198 930            | 956                     |
| 1870   |          |          |          |                        |                                 | 214 930            |                         |
| 1871   | 203      | 63       | 266      | 92                     | 70                              | 239 768            | 901                     |
| 1872   | 240      | 64       | 304      | 91                     | 72                              | 300 491            | 988                     |
| 1873   |          |          |          | 81                     |                                 |                    | 1 203                   |
| 1874   |          |          |          | 83                     |                                 |                    | 1 216                   |
| 1877   | 360      | 70       | 430      | 87                     | 72                              | 490 801            | 1 141                   |
| 1878   | 256      | 14       | 270      | 124                    | 118                             | 393 560            | 1 457                   |

### Ouvriers, production par ouvrier, salaires
Voici les indications que fournissent les rapports des Ingénieurs des mines sur l'emploi du personnel de l'exploitation d'Auchy-au-Bois. Beaucoup de travaux d'exploration, au rocher, sont par conséquent improductifs. Aussi la production utile de l'ouvrier est faible, quoique le salaire soit élevé.

### Prix de revient
D'après les états de redevances, la Compagnie d'Auchy-au-Bois a dépensé en 1873 51 156 francs soit par tonne 2,99 francs pour les frais de premier établissement et 419 181 francs soit par tonne 24,54 francs pour les frais d'exploitation, soit un ensemble de 410 943 francs ou 21,53 francs par tonne. En 1874, les dépenses de premier établissement sont de 124 658 francs soit par tonne 4,53 francs et les dépenses d'exploitation de 101 552 francs soit par tonne 25,51 francs, soit un ensemble de 826 210 francs ou 30,04 francs par tonne.
Ces prix de revient sont excessifs ; il est vrai que tous les travaux ont été autant des travaux d'exploration que d'exploitation. Un rapport de MM. Lisbet et Piérard, donne pour la seule fosse en exploitation en 1878, le prix détaillé ci-après. Le coût des salaires pour un hectolitre est de 65 centimes, dont 58 centimes de frais directs et sept centimes de frais indirects. La consommation est de 32,8 centimes et le transport et la commission de 5,9 centimes. Les frais généraux sont de six centimes. le coût total d'un hectolitre est de 1,091 franc, ou 12,19 francs la tonne.
| Année | Puits no 1   | Puits no 2   |
| ----- | ------------ | ------------ |
| 1870  | 14,01 francs | 13,56 francs |
| 1871  | 14,76 francs | 14,37 francs |
| 1872  | 17,17 francs | 19,78 francs |
| 1873  | 22,73 francs | 24,26 francs |
| 1874  | 19,36 francs | 21,74 francs |
| 1875  | 19,01 francs | 21,95 francs |
| 1876  | 16,43 francs | 20,06 francs |
| 1877  | 14,13 francs | 14,58 francs |
| 1878  | 12,67 francs | 14,06 francs |

### Prix de vente
Le rapport du Conseil d'administration à l'assemblée générale du 18 janvier 1879, donne le tableau ci-contre des prix moyens de vente, depuis 1870.
À la fin de cette dernière année, le prix moyen de vente n'est plus que de 11,95 francs la tonne et on n'espère pas un prix supérieur à 11,50 francs pour 1879. On voit par les chiffres ci-dessus, la baisse énorme qui s'est produite dans les prix des charbons d'Auchy-au-Bois dans les dernières années, et qui les a fait descendre bien au-dessous des prix réalisés même avant la grande hausse des salaires de 1872 à 1875. Cette baisse des prix n'est pas particulière à Auchy ; elle a agi dans des proportions semblables sur les prix des autres houillères de la région.

### Valeur des actions
Les actions de la société d'exploitation de 1855, émises à 500 francs, n'ont versé en 1861 que 375 francs, et sont cotées pendant cette année de 600 à 675 francs, soit avec une prime de 225 à 300 francs. Elles ont même atteint fin 1855 le prix élevé de 750 francs. L'assemblée générale du 27 février 1865 décide l'émission de 1 000 actions privilégiées, de 500 francs, de sorte que le nombre d'actions en circulation qui n'a été jusque-là que de 4 000 a été porté à 5 000.
En 1867, est tentée une nouvelle émission de 1 000 actions dans les mêmes conditions, mais il n'a pu en être placé que 579, ce qui porte le chiffre des actions en circulation à 5 579. Dans cette même année 1867, lors de la liquidation de la Société civile, ces actions de 500 francs, entièrement libérées, n'ont été admises dans la nouvelle Société que pour une demi-action, ayant à verser 250 francs, soit pour 125 francs. Elles tombent même à 75 francs en 1868. Elles remontent en 1872 à 375 francs. Au commencement de 1873, on trouve les nouvelles actions cotées à 520 francs. Leur prix de vente s'élève comme celui de toutes les actions des autres houillères et atteint 900 francs en janvier 1875 et 1 500 francs en mai 1875 pour redescendre ensuite à 1 090 francs en janvier 1876, à 478 francs en janvier 1877 et à 90 francs en janvier 1878.
En 1876, il y a en circulation 7 217 actions. Pendant cette année, il en est émis 783 à 500 francs, et à partir de ce moment, le nombre d'actions en circulation est de 8 000.

## Sondages
La Compagnie d'exploitation de la concession d'Auchy-au-Bois, alors qu'elle n'est que Société de recherches, porte le nom de Société A. Faure et Compagnie. Cette Société a exécuté par elle-même cinq sondages et acquis d'un sieur Podevin deux autres sondages. C'est avec cette somme de travaux qu'elle a déposé sa demande pour l'obtention de la concession d'Auchy-au-Bois.
En 1860, la Société d'exploitation a fait exécuter cinq sondages au sud de sa concession pour disputer un lambeau de la zone houillère aux Sociétés Calonne et Compagnie, La Modeste de Westrehem et la Société l'Éclaireur du Pas-de-Calais. Cette dernière Société a même creusé une fosse jusqu'à la profondeur de presque cinquante mètres et construit presque entièrement le bâtiment d'extraction. C'est à la Compagnie d'Auchy-au-Bois que la concession est accordée. Enfin, en 1873, la Compagnie a fait faire trois sondages pour déterminer la position d'une troisième fosse.

### Sondages pour l'obtention de la concession

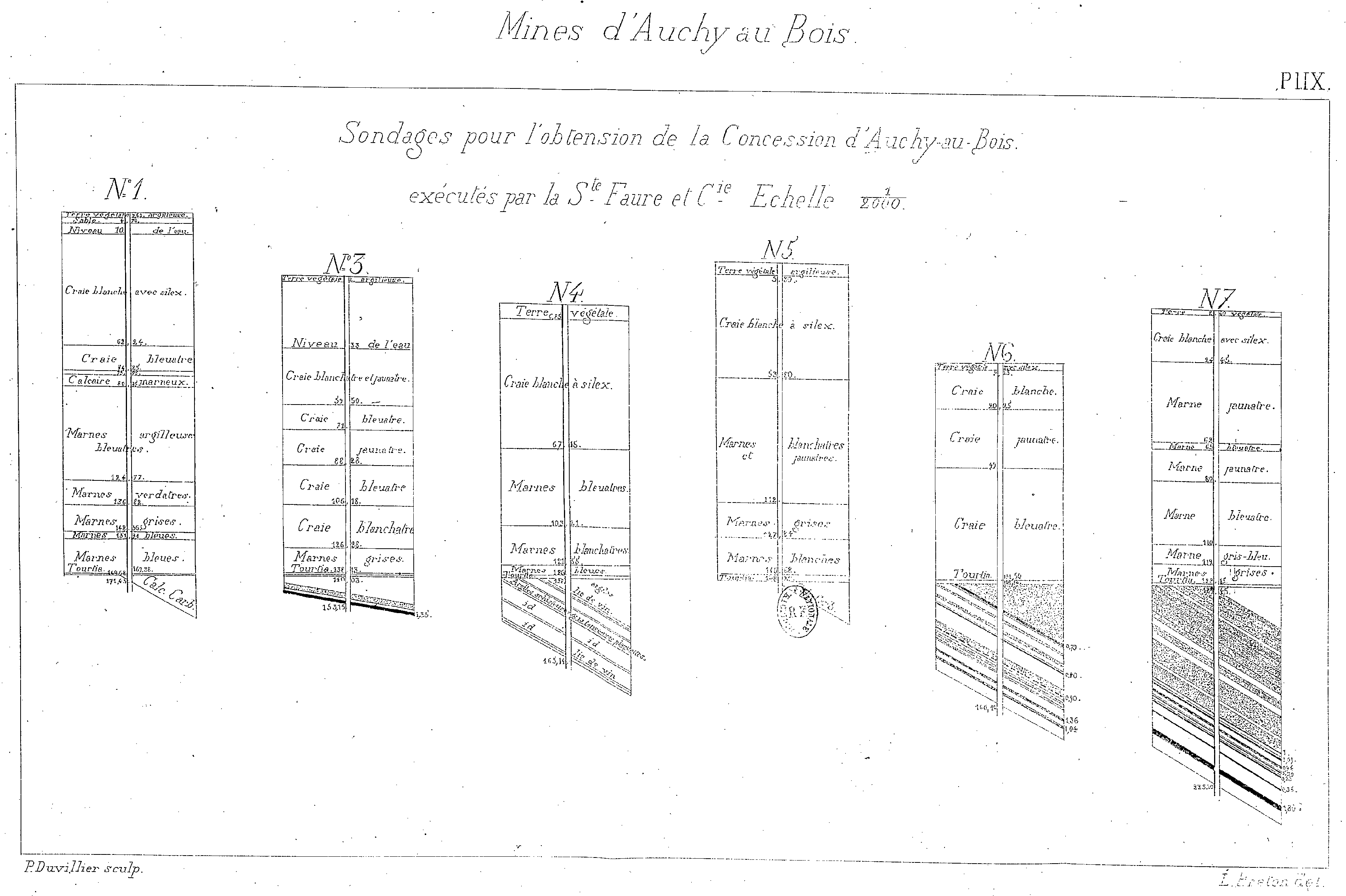
Sondages pour l'obtention de la concession d'Auchy-au-Bois.

La Société de recherches A. Faure et Compagnie a commencé ses sondages en juillet 1852.
Le premier sondage, à Norrent-Fontes, est poussé jusqu'à 172 mètres. Il rencontre le calcaire carbonifère sous le tourtia à 170 mètres. Le deuxième sondage, à Radometz, près de Thérouanne, est entrepris dans le but de s'éclairer, dès le début, sur un point à l'ouest, très reculé de ceux déjà explorés à l'est ; ce travail a dû être abandonné à la profondeur de 156 mètres. Le troisième sondage, sur le territoire de Saint-Hilaire-Cottes, près d'Auchy-au-Bois, rencontre le terrain houiller à la profondeur de 140 mètres ; à 150 mètres, la sonde traverse une veine de houille grasse, dont la hauteur verticale constatée est de l0,35 mètres. Entrepris par M. Podevin, ce sondage est acquis par la Société Faure, en mai 1853. Le quatrième sondage à Auchy-au-Bois rencontre les argiles grises et lie de vin du dévonien supérieur, rencontré à 128 mètres, le sondage est poussé jusqu'à 165 mètres. La Société, dès cette époque, regrette, quelque temps après l'arrêt de ce travail, de ne pas l'avoir continué. Il est démontré plus tard qu'il ne fallait forer que quelques mètres plus bas pour atteindre le terrain houiller. Le cinquième sondage, à Rely, rencontre le calcaire carbonifère à la profondeur de 148 mètres, dans lequel on pénètre d'un mètre environ. Le sixième sondage, à la Tiremande, est commencé par M. Podevin, acquis et continué par Messieurs Faure et Compagnie. Il a traversé 57 mètres de terrain houiller de 103 à 160 mètres, et a recoupé cinq veines de houille, dont la puissance varie de quarante centimètres à 1,30 mètre, formant ensemble une épaisseur verticale de 3,10 mètres. Le dépôt de la demande en concession des mines d'Auchy-au-Bois, par Messieurs Lavallée, Le Brun et Faure, a lieu le 16 novembre 1853. L'autorisation et la publication des affiches a lieu le 1er avril 1854. Le septième sondage, à Bellery, près d'Ames, rencontre le terrain houiller à 130 mètres, sur une première hauteur de 54 mètres, on n'a rencontré que des parcelles ou veinules de houille. Sur une deuxième hauteur de 39 mètres, la sonde a traversé huit veines de houille, dont la puissance varie entre trente centimètres et l0,80 mètres. Ce sondage a été arrêté à 223 mètres, en plein terrain houiller. Un huitième sondage a été exécuté par la société d'exploitation, dans la partie nord de sa concession, à 386 mètres du puits no 2, dans un but d'exploration et, sans doute, pour déterminer ultérieurement l'emplacement de ce second puits. Il a rencontré le terrain houiller à 138 mètres de profondeur et a été continué jusqu'à 162 mètres.

### Sondages pour l'obtiention d'un premier agrandissement de concession
Sondage no 9

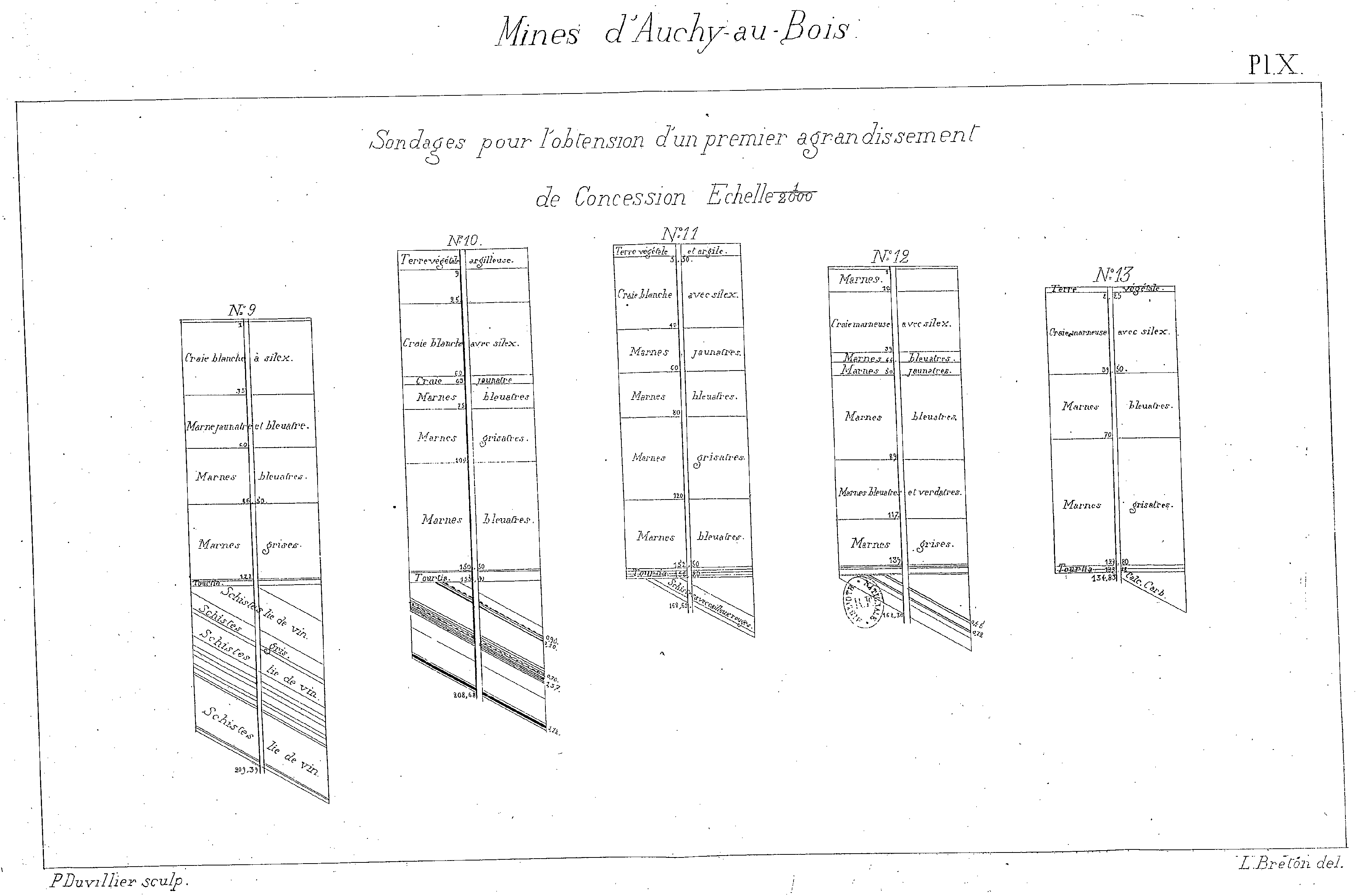
Sondages pour l'obtention d'un premier agrandissement de concession.

C'est le 1er décembre 1859 que la Compagnie d'Auchy-au-Bois a commencé ce sondage ; il est à 250 mètres au sud du clocher d'Auchy-au-Bois. Il a rencontré les schistes gris et lie-de-vin du dévonien supérieur, à la profondeur de 125 mètres, et il a été continué, dans ces mêmes terrains, jusqu'à 209,39 mètres.
Sondage no 10
Il est établi sur la route départementale no 13 d'Hesdin à Aire, à 50 mètres au sud de la concession ; il a rencontré le terrain houiller à 156 mètres et a été poussé jusqu'à 208,68 mètres, après avoir rencontré six fois de la houille et surtout une couche de charbon pur de l0,12 mètres, à 207 mètres de profondeur.
Sondage no 11
Situé à l'intersection de la route départementale no 13 avec le chemin de Ligny à Auchy-au-Bois et à 200 mètres au sud de la concession ; le sondage a été abandonné à 168,65 mètres, dans un calcaire fétide ; il a rencontré la base du tourtia à 156,20 mètres. Si ce sondage avait été poussé un peu plus loin, il aurait rencontré le terrain houiller.
Sondage no 12
Situé à l'intersection du chemin de Lépinette avec le chemin d'Auchy-au-Bois à Ligny ; il n'est qu'à 90 mètres au sud de la concession ; il a atteint le terrain houiller à 144 mètres de profondeur ; il a été poussé jusqu'à 162,30 mètres et a rencontré deux fois de la houille.
Sondage no 13
Commencé le 27 octobre 1860, le sondage est situé sur le chemin de Vignecourt et à 60 mètres au sud de la concession ; il a rencontré du calcaire ancien à 133,88 mètres de profondeur. Ce sondage est à quelques mètres seulement au sud de l'affleurement méridional de la zone houillère, et il ne fallait pas le pousser bien bas pour rencontrer le terrain houiller. Les découvertes des sondages nos 10 et l2, jointes au droit de priorité du sondage no 9, ont fait accorder une première extension à la Compagnie d'Auchy-au-Bois.
Sondage no 14
En avril 1861, ce sondage est exécuté en vue de l'emplacement du puits no 2. Il rencontre le terrain houiller à 143 mètres et est poussé jusqu'à 192 mètres.

### Sondages pour déterminer l'emplacement d'une troisième fosse

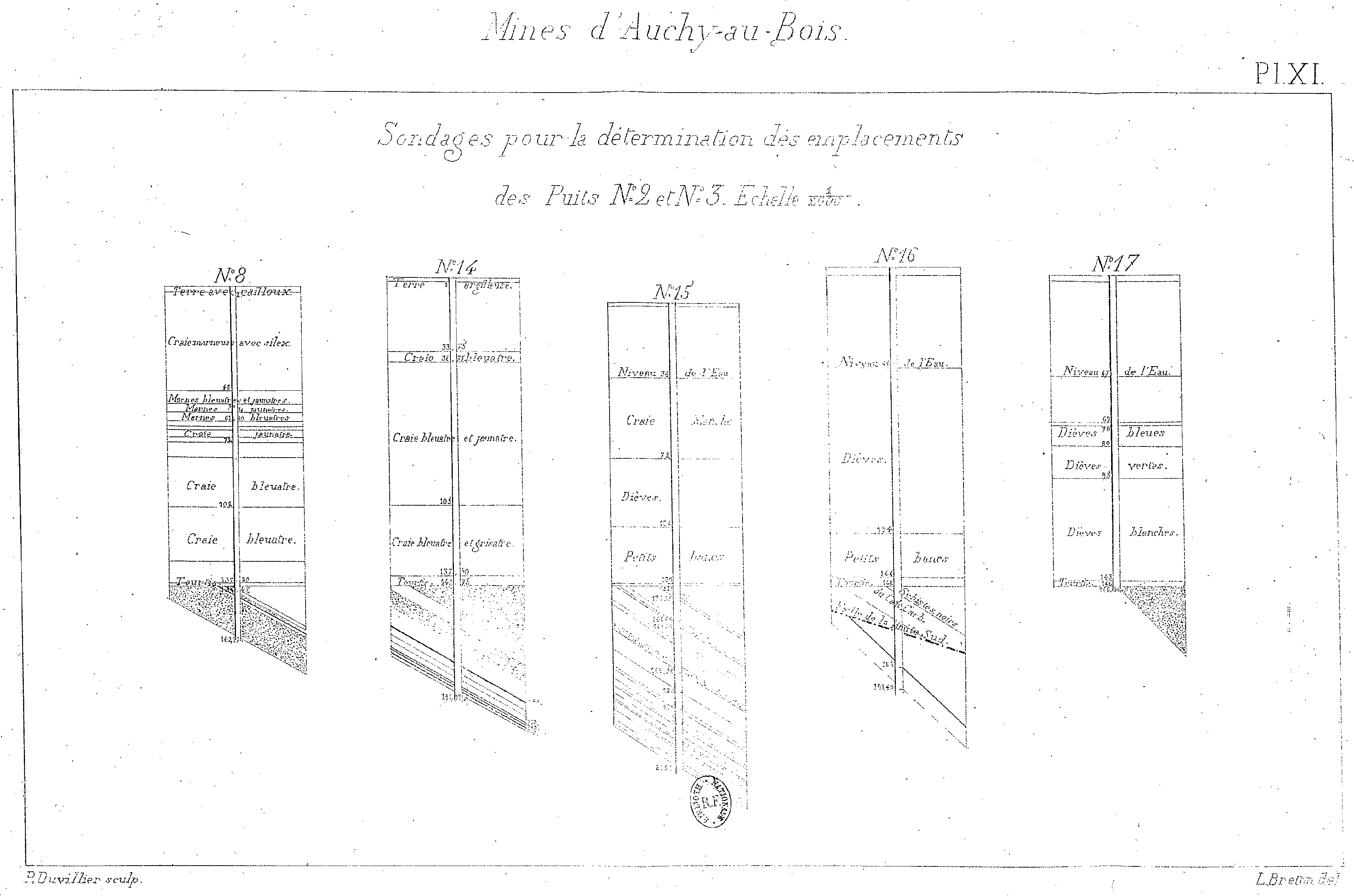
Sondages pour la détermination des emplacements des puits nos 2 et 3.

#### Sondageno15
Commencé le 11 février 1873 et terminé le 8 février 1874, le sondage a rencontré la couche du Dévonien supérieur à 131 mètres ; ce sont d'abord des schistes rouges, puis des grès schisteux un peu micassés, bruns mélangés de vert, sur 59 centimètres de puissance qui ont été traversés, puis des marnes effervescentes vertes et rouges, empâtant grès rouges, sur l,85 mètres, ensuite des schistes micassés fossilifères, compacts, gris rougeâtre, sur l,75 mètres. À 136,55 mètres, on rencontre, sur une épaisseur de 10,05 mètres, des schistes rouges, avec taches verdâtres, sableux, fossilifères, contenant des plaquettes de quartzites micassées, très dures. Dessous, sur 2,60 mètres, ce sont des schistes gris, puis quarante centimètres de schistes brun-chocolat. Ensuite, à l49,60 mètres, et sur dix-sept mètres de puissance, des schistes gris-verdâtre, argileux, luisants et tendres, et, dessous, sur l,90 mètres, des schistes gris foncé qui ont leur base à 168,50 mètres.
C'est à cette profondeur de 168,50 mètres qu'on rencontre un calcaire dolomitique, fétide, cristallisé, noir violacé ; il a 11,50 mètres d'épaisseur, puis de la dolomie sur neuf mètres, ensuite quatre mètres de dolomie grise, 2,50 mètres de dolomie jaunâtre, un mètre de dolomie brunâtre ; 3,50 mètres de dolomie grise, et à la profondeur de deux cents mètres, on touche des schistes gris. Ces 31,50 mètres de terrains dolomitiques se rapporteraient à la dolomie de Hure, du Boulonnais, base du terrain carbonifère, qui est superposé au terrain dévonien. Les schistes gris ont 2,50 mètres, dessous on traverse 4,50 mètres de calcaire cristallisé gris translucide, puis quarante centimètres de calcaire, ensuite 5,10 mètres schistes gris et enfin l,50 mètre de schistes calcareux. Le sondage est arrêté à la profondeur de 215,11 mètres.

#### Sondageno16
Commencé le 7 septembre 1876, il rencontre des schistes très noirs à phtanistes à 148 mètres de profondeur, il en traverse 22, puis, à 170 mètres, il rencontre des terrains douteux, des schistes houillers avec de petits morceaux de calcaire ; enfin à l85 mètres, il traverse une veine de houille. Il est arrêté à 191,40 mètres.

#### Sondageno17
Commencé le 2 février 1874, il rencontre le terrain houiller à 146 mètres de profondeur et est arrêté.
Si à tous ces sondages on ajoute les sept de la Compagnie de l'Éclaireur, les deux de la Compagnie la Modeste de Westrehem, et celui de la Société Calonne, on voit qu'il n'y a pas de concession qui ait autant été perforée que la concession d'Auchy-au-Bois ; à deux reprises on a sondé avec acharnement pour se disputer cette partie de la zone houillère du bassin du Pas-de-Calais, et quels ont été les plus favorisés jusqu'ici, financièrement parlant, de ceux qui n'ont perdu que leur mise de fond dans les sociétés de recherches, ses rivales, ou des propriétaires de la concession d'Auchy-au-Bois et de sa première extension, qui depuis vingt-quatre ans apportent périodiquement de nouveaux sacrifices pour l'étude de son gisement et l'établissement des moyens économiques d'exploitation. Il a fallu plus d'un quart de siècle (et le premier argent aurait doublé deux fois) pour entrer dans la période des satisfactions et combien les derniers efforts auront été nécessaires.

## Les fosses
La Compagnie des mines d'Auchy-au-Bois a effectué quatre puits, dont trois sont entrés en exploitation. L'avaleresse de l'Éclaireur a été commencée en avril 1861 par la Société de l'Éclaireur du Pas-de-Calais, sur le territoire de Ligny-lès-Aire, près du chemin qui mène de ce village à Auchy-au-Bois. Le puits a atteint la profondeur de 47,50 mètres, profondeur à laquelle il a été arrêté en février 1862. Les 38 premiers mètres ont été maçonnés au diamètre utile de 4,10 mètres ; ensuite, 4,50 mètres ont été cuvelés en bois ; enfin, cinq mètres ont été entaillés sans revêtement. La Compagnie des mines de Ligny-lès-Aire a durant le XXe siècle ouvert sur la concession les puits nos 2, 2 bis et 3,.

### Fosseno1
50° 33′ 06″ N, 2° 23′ 56″ E,
1856 - 1884
La fosse no 1 est commencée en avril 1856 à Lières, près du chemin de Fromenel, à un kilomètre et demi de la limite commune avec la concession de Ferfay. Le puits, d'un diamètre de quatre mètres,, rencontre le terrain houiller à 141,48 mètres, et le calcaire carbonifère à 201 mètres, il n'a donc traversé que soixante mètres de strates houillères avant de toucher le calcaire,. Il est placé sur la lisière nord du bassin, à une centaine de mètres seulement de l'affleurement dont la position n'est alors pas exactement connu. Des accrochages sont établis à 159 et 194 mètres, 162 et 196 mètres d'après Soubeiran,. L'exploitation commence en 1859. Le fonçage du puits est alors arrêté à la profondeur de 201,34 mètres, par crainte des venues d'eau. Une petite quantité d'eau est venue, insignifiante, mais elle ne s'est pas tarie. Un puits intérieur à 488 mètres au sud de la fosse qui exploite jusqu'à la profondeur de 267 mètres est exécuté en 1867 et 1868, à partir de l'étage de 196 mètres. Ce grand bure de 80 mètres de hauteur verticale a permis la création de deux faux niveaux d'exploitation, à 241 et 270 mètres de profondeur.
Les conditions difficiles liées à une méconnaissance du gisement ne permettent pas à la fosse d'être très productive et l'extraction est arrêtée en avril 1881,, la cote de l'orifice du puits est à 84 mètres par rapport au niveau de la mer. Le puits est remblayé en 1884.
Relations entre la fosse no 1 et la fosse no 2

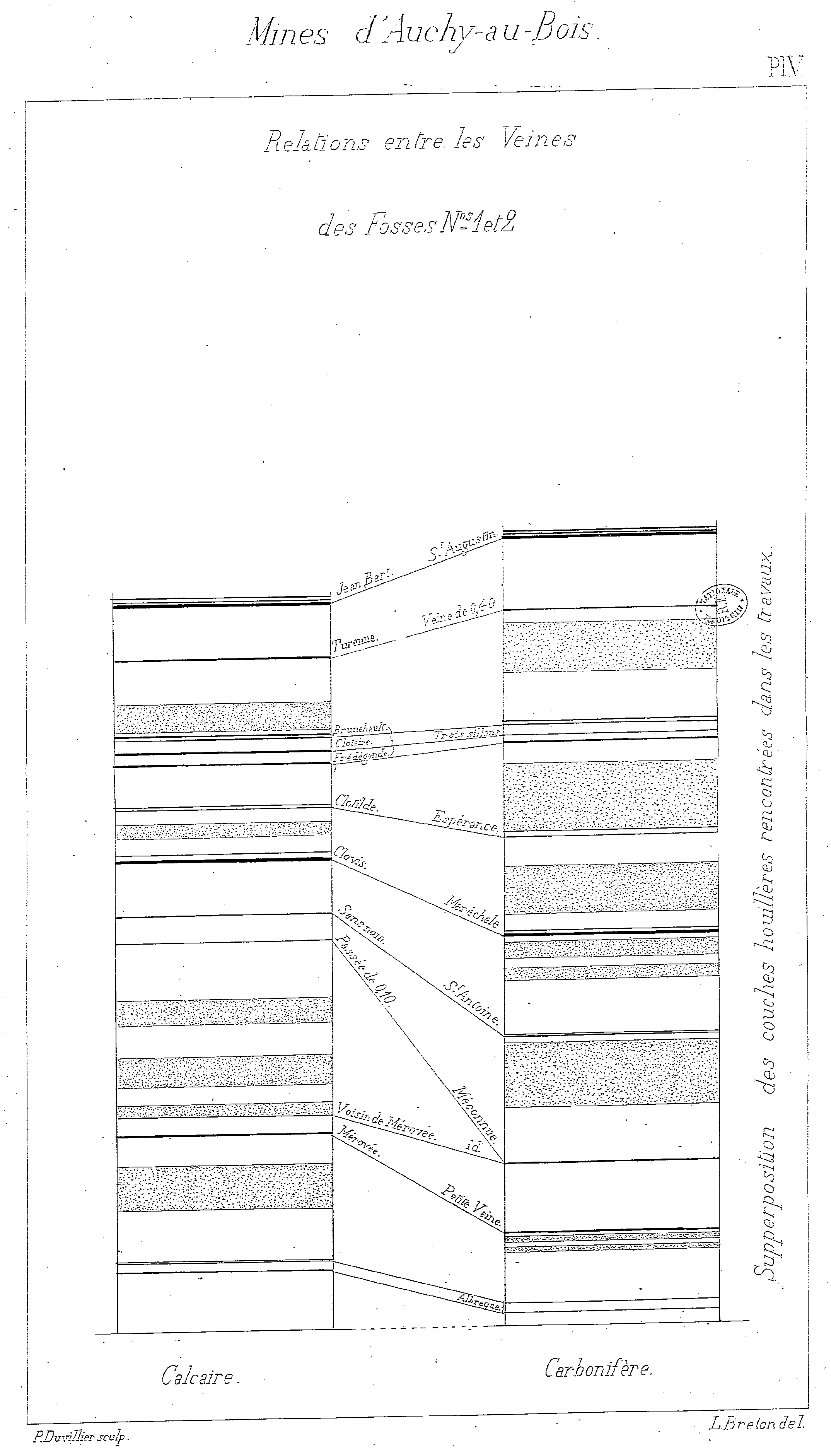
Relations entre les veines des fosses nos 1 et 2.

Dans plusieurs mines du Pas-de-Calais, telles que la fosse no 2 à Billy-Montigny et no 3 à Méricourt (Compagnie de Courrières), nos 1 et 4 à Lens (Compagnie de Lens), les fosses sont communiquées par une galerie dans la même veine, on a un point de départ pour relier entre elles les veines supérieures à cette veine et celles inférieures ; mais la grande distance de 1 940 mètres qui sépare les deux premières fosses d'Auchy-au-Bois, ne permet pas d'attendre que cette communication soit établie pour relier entre eux les deux faisceaux de veines en exploitation au no 1 et au no 2. Il a fallu chercher une autre base de comparaison.
Le calcaire carbonifère sur lequel repose la formation houillère est rencontré à la fosse no 1, dans le puits même, à 201 mètres de profondeur ; à la fosse no 2, à 205 mètres au nord du puits, dans la galerie à travers bancs, niveau de 395 mètres. Les 200 premiers mètres de terrain houiller à la fosse no 1 sont parfaitement connus, ils comprennent les différentes couches, depuis le calcaire jusqu'à la veine Saint-Augustin ; les 200 premiers mètres, à la fosse no 2, sont aussi bien connus ; ils comprennent les couches depuis le calcaire jusqu'à la veine Jean-Bart. Pour comparer entre elles ces deux épaisseurs de terrain houiller, explorées à 1 940 mètres de distance, l'hypothèse est que le calcaire, qui forme la base du terrain houiller, est au même niveau aux deux fosses quand la formation houillère a commencé.
En partant donc du calcaire et mettant en regard dans deux colonnes séparées toutes les couches, soit de grès, soit de schistes, soit de houille, on remarque un ordre presque parfait de formation ; les alternances sont les mêmes à chaque fosse, les épaisseurs de chaque dépôt sont seulement variables, mais la variation n'est pas tellement grande. Du reste, quand on suit une exploitation dans deux veines superposées, on observe ces différences de distance, et à plus forte raison quand les points de comparaison sont éloignés de près de 2 000 mètres.
Par cette comparaison, Ludovic Breton en arrive aux conclusions suivantes : la veine Mérovée, du no 2, n'est autre que la petite veine du no 1 ; la veine Sans Nom et la Passée de dix centimètres sont les veines Saint-Antoine et Méconnue ; la veine Clovis est la veine Maréchale ; la veine Cloitilde est la veine Espérance ; les veines Frédégonde, Clotaire et Brunehault sont la veine à trois sillons. Enfin, les veines Turenne et Jean-Bart sont les veines de quarante centimètres et Saint-Augustin. Tout cela dans l'hypothèse que le dépôt houiller a commencé en même temps aux deux fosses nos 1 et 2, pour établir la comparaison entre les couches de houille de ces deux fosses, cette comparaison étant concluante, il peut donc affirmer que l'hypothèse est exacte, et tirer cette conclusion importante, à cause de la différence de niveau des points où le calcaire carbonifère a été touché, que sur la concession d'Auchy-au-Bois (la partie comprise entre les deux fosses), le terrain houiller est en stratification concordante avec le calcaire de la base. En ayant égard au parallélisme, il est possible de tracer sur la coupe de chaque fosse le fond du bassin houiller modifié par les accidents postérieurs. Cette concordance de stratification du calcaire et du terrain houiller, constatée dans la partie comprise entre les deux puits d'Auchy-au-Bois, n'implique pas qu'il en soit ainsi sur toute la longueur du bassin. Ludovic Breton croit, au contraire, qu'avant la formation houillère, la surface carbonifère était bosselée, et pour ce qui est des concessions de l'ouest, telles que Marles, Ferfay, Auchy, il croit que le fond de la mer houillère est incliné vers l'est, de manière qu'à mesure que la formation s'élève, le rivage gagne à l'ouest. À cause de la connaissance d'un plus grand nombre de veines à la fosse no 2, on peut prendre les veines supérieures à la veine Jean-Bart et les tracer sur la coupe de la fosse no 1, supérieures à la veine Saint-Augustin ; elles viennent occuper des positions non explorées et compléter le faisceau. C'est sur la totalité des veines, et dans la meilleure situation pour les exploiter, qu'ont été placées les fosses nos 3 et 4, en creusement lors de la publication du rapport de Ludovic Breton.
Il y a encore bien d'autres conséquences à tirer de cette étude ; les plus frappantes sont premièrement que les failles ou rejets, naturellement postérieurs aux deux formations houillères et du calcaire-carbonifère, affectent le calcaire comme le terrain houiller ; et deuxièmement, qu'il est inutile de chercher des veines exploitables sous les veinules de l'abbraque ; on n'y rencontrera jamais que le calcaire carbonifère, souvent môme aquifère.

### Fosseno2
50° 33′ 21″ N, 2° 22′ 21″ E
1862 - 1950

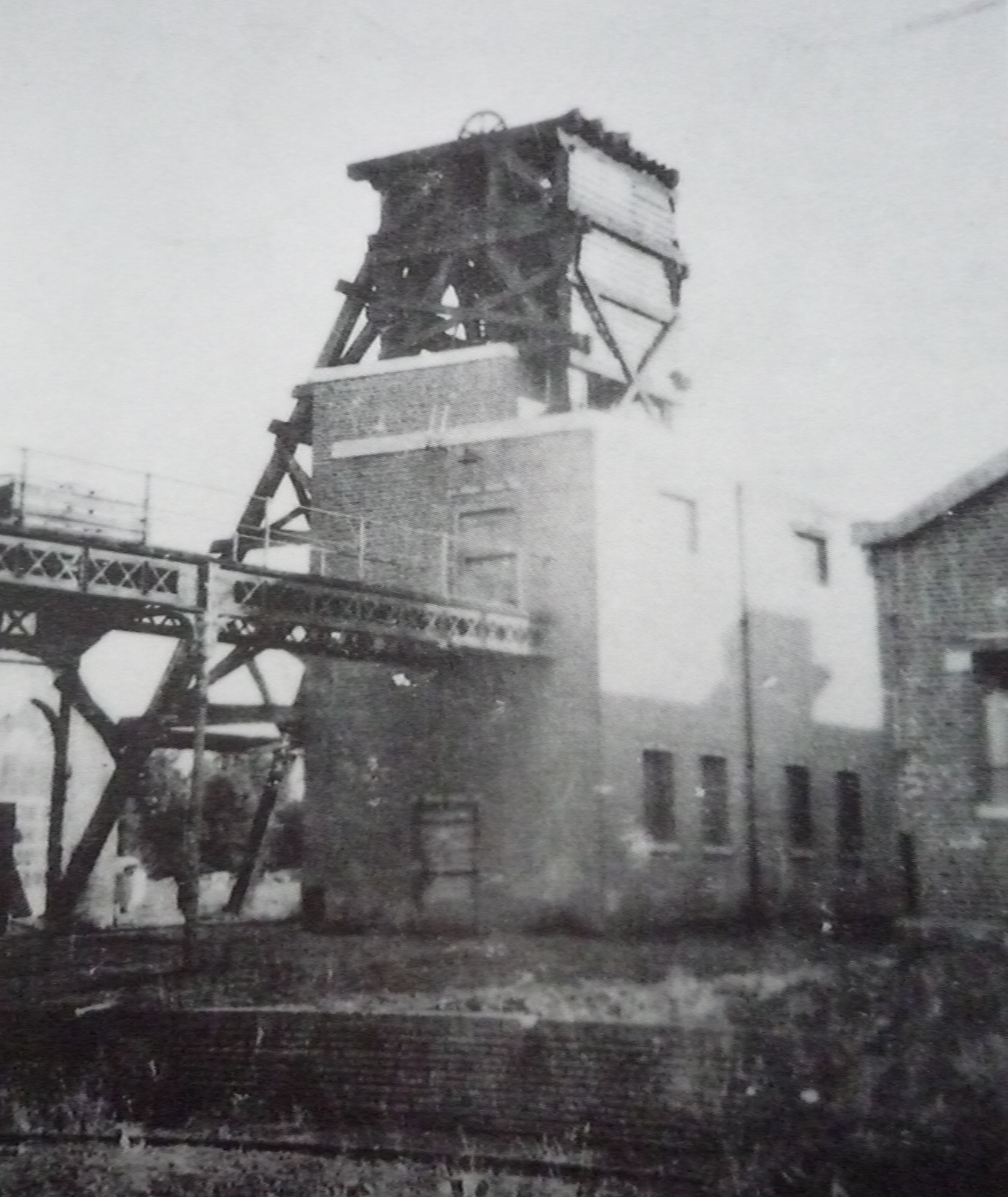
La fosse no 2, reprise en 1927 par la Cie de Ligny-lès-Aire, devient son puits d'aérage no 3 bis.

La fosse no 2 est commencée en 1862 à Auchy-au-Bois, à 1 800 mètres à l'ouest de la fosse no 1, contre le bord ouest de la Chaussée Brunehaut, à 400 mètres au nord du clocher d'Auchy-au-Bois. Le passage du niveau a présenté d'assez sérieuses difficultés. Le tourtia est atteint à 140,60 mètres. Le terrain houiller est rencontré à 146,36 mètres. Le puits est approfondi à 430,83 mètres,. Son diamètre utile est de 4,20 mètres,. Le passage du niveau présente d'assez grosses difficultés. Des accrochages sont établis à 175, 215, 248, 270, 312, 395 et 420 mètres.
Une explosion de grisou le 7 juin 1873 fait sept victimes, démolit le guidage et la cloison d'aérage, et amène l'inondation du puits,. La production ne reprend qu'en 1874, après que la réparation de ces dégâts est opérée. On remplace en 1876 la machine d'extraction par une plus forte, de 200 chevaux. Par les bowettes nord et sud, on a traversé toute la formation houillère. Ces bowettes sont venues buter contre le calcaire carbonifère. La fosse est arrêtée à l'extraction le 10 avril 1885,. L'orifice du puits est à l'altitude de 89 mètres.
La Compagnie des mines de Ligny-les-Aire reprend le puits no 2 en le renommant puits no 3 bis en 1927. Un chevalement en bois est mis en place et le puits assure alors l'aérage du puits no 3 alors nouvellement creusé. La fosse no 3 et 3 bis est fermée en même temps que la fosse no 2 - 2 bis en 1950, et les puits sont remblayés l'année suivante.

### Fosseno3
50° 32′ 30″ N, 2° 24′ 00″ E
1874 - 1888
La fosse no 3 est ouverte en 1874 à Ames, avec un diamètre utile de 3,75 mètres,, par la Société nouvelle d'Auchy-au-Bois, contre le bord sud de sentier d'Auchy-au-Bois, à 1 050 mètres à l'ouest du clocher d'Ames. Les travaux au sud de la fosse no 1 ont touché à un kilomètre du puits une veine dénommée Présidente, qui paraît puissante et profonde. La fosse no 3 est donc creusée, avec une distance de 1 100 mètres par rapport au puits no 1. Les sondages nos 928, 929 et 930 ont été nécessaires pour déterminer la limite méridionale de l'affleurement du bassin au tourtia. Le tourtia est atteint à 142 mètres. Le puits atteint le calcaire carbonifère à 146,44 mètres, et après avoir traversé neuf mètres, le terrain houiller est rencontré en allure normale à 155,44 mètres. Le fonçage du puits no 3 présente de sérieuses difficultés, et il a fallu vingt-six mois pour arriver à la base
du tourtia, qui a été atteinte à 146,44 mètres. Une pompe de 50 centimètres de diamètre a dû fonctionner jusqu'à 95 mètres de profondeur. Pendant l'exécution de ce fonçage, les travaux au sud du puits no 2 avancent tellement, sous les terrains anciens de recouvrement, que l'inclinaison de la faille de la limite sud peut être supposée très faible, et qu'il y a chance, à la fosse no 3, de recouper par le puits des calcaires anciens avant de pénétrer dans le terrain houiller. Le puits est approfondi à 325,27 mètres et quatre accrochages sont ouverts à 185, 227, 270 et 312 mètres. L'extraction commence en 1877.
Le puits a traversé plusieurs belles veines, dont la veine Présidente de trois mètres, dans laquelle est établie une communication avec la fosse no 1. Ce puits a coûté 644 942,04 francs pour son fonçage, et 874 484,36 francs avec ses installations. La houille de ce puits tient 34 % de matières volatiles. Le puits est de nouveau approfondi, à 419,60 ou 423 mètres, un nouvel accrochage est établi à 360 mètres.
Lorsque cesse en 1885 l'extraction au puits no 2, la fosse no 3 n'est plus que la seule qui permette encore d'extraire. La fosse est abandonnée en janvier 1888. L'orifice du puits est à l'altitude de 88 mètres. Le puits est remblayé en 1888, après que la société a été liquidée en 1886.

### Avaleresseno4
50° 32′ 56″ N, 2° 23′ 04″ E
1876 - 1876
La fosse no 4 est commencée en 1876 à Auchy-au-Bois, mais elle est suspendue à 37 mètres à cause de la crise industrielle. Elle est alors définitivement abandonnée et le puits est resté à l'état d'avaleresse. Elle a été creusée dans le but de relier les travaux de la fosse no 2 avec ceux de la fosse no 3, d'où le fait qu'elle soit située sur la ligne formée entre les fosses nos 2 et 3. La tête de puits no 4 n'est pas matérialisée, il n'est pas sous la surveillance du BRGM.